# 東筑摩郡

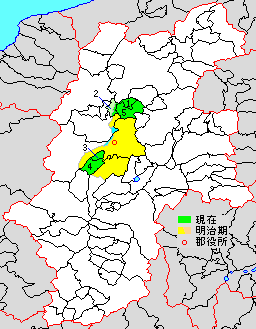
長野県東筑摩郡の範囲（1.麻績村 2.生坂村 3.山形村 4.朝日村 5.筑北村 薄緑・水色：後に他郡から編入した区域）

東筑摩郡（ひがしちくまぐん）は、長野県の郡。
人口19,830人、面積268.5km²、人口密度73.9人/km²。（2025年2月1日、推計人口）
以下の5村を含む。
- 麻績村（おみむら）
- 生坂村（いくさかむら）
- 山形村（やまがたむら）
- 朝日村（あさひむら）
- 筑北村（ちくほくむら）

## 郡域
1879年（明治12年）に行政区画として発足した当時の郡域は、以下の区域にあたる。
- 麻績村・山形村・朝日村・筑北村の全域
- 生坂村の一部（東陸郷・東広津を除く）
- 松本市の一部（島内・梓川倭・梓川梓・梓川上野・安曇・奈川を除く）
- 塩尻市の一部（贄川・木曽平沢・奈良井を除く）
- 安曇野市の一部（豊科田沢・豊科光・明科光・明科中川手・明科東川手）

地元での略称は東筑（とうちく）。上記3市を挟んで南北で分断されており、平野部に位置する朝日村、山形村を筑南（ちくなん）、山間部に位置する生坂村、麻績村、筑北村を筑北（ちくほく）と呼んで区別することがある。人口動態では筑南では微増、筑北では減少の傾向にある。大韓民国の春川市と姉妹都市として交流している。

## 歴史

### 郡発足までの沿革
- 「旧高旧領取調帳」に記載されている、信濃国筑摩郡のうち後の本郡域の明治初年時点での支配は以下の通り。●は村内に寺社領が存在。（1町205村）

| 知行         | 知行                         | 村数     | 村名 |
| ------------ | ---------------------------- | -------- | --- |
| 幕府領       | 幕府領（松本藩預地）         | 102村    | ●塩尻町村、大小屋村、長畝村、桟敷村、●下西条村、●中西条村、●金井村、●上西条村、●柿沢村、●北小野村、堀ノ内村、●大門村、●平出村、●床尾村、●洗馬町村、●牧野村、●本山町村、日出塩村、勝弦新田村、今井村、大池村、小坂村、竹田村、水代村、●上神林村、●二子村、●神戸村、神戸新田村、●小俣村、●今村、境村、下和田村、和田町村、荒井村、衣外村、殿村、和田中村、南和田村、●上生野村、●小立野村、●下生野村、野口新田村、古池原新田村、●田沢村、●光村、●塔原村、●明科村、●大足村、●潮村、潮山中村、●潮沢村、●上生坂村、●下生坂村、●刈谷原町村、●七嵐村、●赤怒田村、●殿野入村、穴沢村、●保福寺町村、●金山町村、●取出村、反町村、板場村、●執田光村、●井刈村、●北山村、●落水村、●西宮村、●宮本村、●小岩井村、●両瀬村、●会田町村、●藤池村、●長越村、●矢久村、●召田村、●金井村、●横川村、原山村、相吉新田村、●乱橋村、●西条村、大沢新田村、●東条村、●刈谷沢村、●中村（現・筑北村）、●青柳町村、●竹場村、●桑関村、●仁熊村、荻新田村、●別所村、●野口村、●市野川村、●高村、●桑山村、●上井堀村、●下井堀村、●矢倉村、●永井村、●安坂村、●麻績町村 |
| 幕府領       | 幕府領（飯島代官所）         | 6村      | ●白川村、●百瀬村、●竹淵村、●上瀬黒村、●下瀬黒村、●埴原村 |
| 藩領         | 信濃松本藩                   | 1町 78村 | 松本城下、●庄内村、●渚村、●両島村、松本分、●白板村、宮淵村、●蟻ヶ崎村、●桐原分、●征矢野村、●埋橋村、中林村、●筑摩村、●三才村、●小島村、●鎌田村、●林村、大嵩崎新田村、●南小松村、●北小松村、●南方村、●北入村、●橋倉村、●中入村、●桐原村、●薄町村、上金井村、●兎川寺村、●湯原村、荒町村、藤井村、●新井村、下金井村、●出川町村、並柳村、●平田村、●村井町村、●吉田村、●野村、●高出村、●郷原町村、●堅石町村、原新田村、●小屋村、野溝村、笹部村、●高宮新田村、●横田村、●大村、水汲村、●岡田町村、●伊深村、●三才山村、洞村、●惣社村、●原村、稲倉村、●松岡村、●下岡田村、●荒井村、●堀米村、●小柴村、●浅間村、●中村（現・松本市）、島立町村、●大庭村、●北栗林村、●南新村、●東新村、●北新村、下新村、●上新村、●下波田村、●三溝村、●上波田村、南栗林村、永田村、三ノ宮村、●下神林村 |
| 藩領         | 信濃高遠藩                   | 6村      | ●本洗馬村、●小曽部村、針尾村、小野沢村、●古見村、●西洗馬村 |
| 藩領         | 信濃高島藩                   | 11村     | 南百瀬村、中挟村、南熊井村、北熊井村、南内田村、北内田村、白姫村、和泉村、神田村、小池村、赤木村 |
| 藩領         | 松本藩・高遠藩               | 1村      | ●岩垂村 |
| 幕府領・藩領 | 幕府領（松本藩預地）・松本藩 | 1村      | ●梶海渡村 |

- 慶応4年2月17日（1868年3月10日） - 幕府領の一部（飯島代官所）が名古屋藩の管轄となる。
- 明治2年2月30日（1869年4月11日） - 幕府領の一部（飯島代官所）が伊那県の管轄となる。
- 明治3年 - このころ幕府領（松本藩預地）が伊那県の管轄となる。
- 明治4年
  - 7月14日（1871年8月29日） - 廃藩置県により藩領が松本県、高遠県、高島県の管轄となる。
  - 11月20日（1871年12月31日） - 第1次府県統合により全域が筑摩県の管轄となる。
- 明治5年（1872年）
  - 3月 - 桐原分が改称して桐村、荒井村が改称して蘇我村となる。
  - 9月 - 松本分が桐村に合併。（1町204村）
- 明治7年（1874年）から明治8年（1875年）にかけて、下記の町村の統合が行われる。カッコ内は統合時期。特記以外は明治8年1月23日。（1町34村）

- 筑摩村 ← 庄内村、征矢野村、埋橋村、中林村、筑摩村、三才村、小島村、鎌田村
- 深志村 ← 渚村、白板村、宮淵村、蟻ケ崎村、桐村（明治8年1月28日）
- 里山辺村 ← 林村、大嵩崎新田村、南小松村、北小松村、薄町村、上金井村、兎川寺村、湯原村、荒町村、藤井村、新井村、下金井村
- 入山辺村 ← 南方村、北入村、橋倉村、中入村、桐原村
- 岡本村 ← 横田村、大村、水汲村、岡田町村、伊深村、三才山村、洞村、惣社村、原村、稲倉村、松岡村、下岡田村、浅間村
- 刈谷原村 ← 刈谷原町村、七嵐村、赤怒田村、殿野入村、穴沢村、保福寺町村、金山町村、取出村、反町村、板場村
- 会田村 ← 執田光村、井刈村、北山村、落水村、西宮村、宮本村、会田町村
- 中川村 ← 小岩井村、両瀬村、藤池村、長越村、矢久村、召田村、金井村、横川村、原山村、相吉新田村
- 本条村 ← 乱橋村、西条村、大沢新田村、東条村
- 阪北村 ← 刈谷沢村、中村（現・筑北村）、青柳町村、竹場村、仁熊村、荻新田村、別所村（明治8年11月12日）
- 麻績村 ← 野口村、市野川村、下井堀村、矢倉村、麻績町村（明治8年1月20日）
- 坂井村 ← 永井村、安坂村
- 日向村 ← 桑関村、高村、桑山村、上井堀村（明治8年1月20日）
- 生坂村 ← 小立野村、下生野村、上生坂村、下生坂村
- 東川手村 ← 上生野村、潮村、潮山中村、潮沢村
- 中川手村 ← 塔原村、明科村、大足村
- 上川手村 ← 田沢村、光村
- 島立村 ← 荒井村、堀米村、小柴村、中村（現・松本市）、島立町村、大庭村、北栗林村、南栗林村、永田村、三ノ宮村（明治8年7月29日）
- 波多村 ← 下波田村、三溝村、上波田村（明治7年10月7日）
- 山形村 ← 大池村、小坂村、竹田村（明治7年10月25日）
- 山本村 ← 針尾村、小野沢村、古見村、西洗馬村（同上）
- 洗馬村 ← 本洗馬村、小曽部村、岩垂村（同上）
- 和田村 ← 境村、下和田村、和田町村、蘇我村、衣外村、殿村、和田中村、南和田村（同上）
- 神林村 ← 水代村、上神林村、下神林村、梶海渡村（同上）
- 新村 ← 南新村、東新村、北新村、下新村、上新村（同上）
- 今井村 ← 今井村、野口新田村、古池原新田村（同上）
- 笹下村 ← 二子村、神戸村、神戸新田村、小俣村、今村（同上）
- 宗賀村 ← 平出村、床尾村、洗馬町村、牧野村、本山町村、日出塩村
- 塩尻村 ← 塩尻町村、柿沢村、金井村、上西条村、中西条村、下西条村、大小屋村、長畝村、桟敷村、大門村、堀ノ内村
- 筑摩地村 ← 北小野村、勝弦新田村
- 片丘村 ← 中挟村、南熊井村、北熊井村、南内田村、北内田村
- 豊丘村 ← 白川村、百瀬村、竹淵村、上瀬黒村、下瀬黒村、白姫村、小池村、赤木村、南百瀬村（明治7年10月23日）
- 中山村 ← 埴原村、和泉村、神田村（同上）
- 広丘村 ← 村井町村、吉田村、野村、高出村、郷原町村、堅石町村、原新田村、小屋村（同上）
- 信楽村 ← 両島村、出川町村、並柳村、平田村、野溝村、笹部村、高宮新田村（同上）

- 明治8年（1875年）2月18日 - 松本城下が分割し、女鳥羽川以北[注釈 5]が北深志町、女鳥羽川以南[注釈 6]が南深志町となる。（2町44村）
- 明治9年（1876年）8月21日 - 第2次府県統合により長野県の管轄となる。

### 郡発足以降の沿革
- 明治12年（1879年）
  - 1月4日 - 郡区町村編制法の長野県での施行により、筑摩郡のうち2町34村の区域に行政区画としての東筑摩郡が発足。郡役所を北深志町に設置。
  - 7月1日（2町39村）
    - 南安曇郡島内村の所属郡が本郡に変更。
    - 笹下村が分割して今村・小俣村・神戸村・神戸新田村・二子村となる。
- 明治13年（1880年）8月25日 - 信楽村が分割して両島村・出川町村・並柳村・平田村・野溝村・笹部村・高宮村となる。（2町45村）
- 明治14年（1881年）
  - 塩尻村が分割して塩尻町村・柿沢村・金井村・上西条村・中西条村・下西条村・大小屋村・長畝村・桟敷村・大門村・堀ノ内村となる。（2町55村）
  - 5月18日 - 刈谷原村が分割して刈谷原町村・七嵐村・赤怒田村・殿野入村・穴沢村・保福寺町村・金山町村・取出村・反町村・板場村となる。（2町64村）
  - 6月24日（2町75村）
    - 深志村が分割して渚村・白板村・宮淵村・蟻ケ崎村・桐村となる。
    - 広丘村が分割して村井町村・吉田村・野村・高出村・郷原町村・堅石町村・原新田村・小屋村となる。

  - 7月5日 - 北深志町・南深志町が松本を冠称。
- 明治15年（1882年）
  - 2月24日 - 岡本村が分割して横田村・大村・水汲村・岡田町村・伊深村・三才山村・洞村・惣社村・原村・稲倉村・松岡村・下岡田村・浅間村となる。（2町87村）
  - 9月12日 - 本条村が分割して乱橋村・西条村・大沢新田村・東条村となる。（2町90村）
- 明治16年（1883年）
  - 2月16日 - 山本村が分割して針尾村・小野沢村・古見村・西洗馬村となる。（2町93村）
  - 3月31日 - 豊丘村の一部が分立して小赤村（小池・赤木）・白瀬淵村（竹淵・上瀬黒・下瀬黒・白姫）となる。（2町95村）

### 町村制以降の沿革

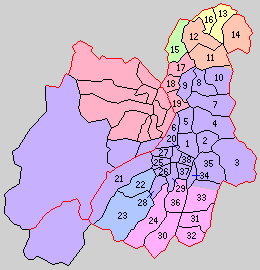
1.松本町 2.里山辺村 3.入山辺村 4.本郷村 5.岡田村 6.島内村 7.錦部村 8.会田村 9.五常村 10.中川村 11.本城村 12.坂北村 13.麻績村 14.坂井村 15.生坂村 16.日向村 17.東川手村 18.中川手村 19.上川手村 20.島立村 21.波多村 22.山形村 23.朝日村 24.洗馬村 25.和田村 26.神林村 27.新村 28.今井村 29.笹賀村 30.宗賀村 31.塩尻村 32.筑摩地村 33.片丘村 34.寿村 35.中山村 36.広丘村 37.芳川村 38.松本村（紫：松本市 桃：塩尻市 赤：安曇野市 黄：麻績村 緑：生坂村 橙：筑北村 青：合併なし）
画像では9の五常村の一部が安曇野市となっているが、正しくは7の錦部村の一部が安曇野市となっている（現在の安曇野市および松本市の市域に相違はない）。

- 明治22年（1889年）4月1日 - 町村制の施行により、以下の町村が発足。特記以外は現・松本市。（1町37村）
  - 松本町 ← 松本南深志町、松本北深志町、渚村、白板村、宮淵村、桐村、蟻ケ崎村、筑摩村［庄内・埋橋・中林・筑摩・三才および小島のうち田川東］
  - 里山辺村、入山辺村（それぞれ単独村制）
  - 本郷村 ← 浅間村、大村、水汲村、原村、洞村、稲倉村、三才山村、横田村、惣社村
  - 岡田村 ← 岡田町村、伊深村、松岡村、下岡田村
  - 島内村（単独村制）
  - 錦部村 ← 刈谷原町村（現・松本市、安曇野市）、七嵐村、赤怒田村、殿野入村、反町村、金山町村、保福寺町村（現・松本市）
  - 会田村 ← 会田村［宮本・会田町］、取出村、板場村、穴沢村
  - 五常村 ← 会田村［宮本・会田町を除く］
  - 中川村（単独村制）（現・松本市、筑北村）
  - 本城村 ← 西条村、東条村、乱橋村、大沢新田村（現・筑北村）
  - 坂北村（単独村制。現・筑北村）[注釈 7]
  - 麻績村（単独村制。現存）
  - 坂井村（単独村制。現・筑北村）
  - 生坂村（単独村制。現存）
  - 日向村（単独村制。現・麻績村）
  - 東川手村、中川手村、上川手村（それぞれ単独村制。現・安曇野市）
  - 島立村、波多村（それぞれ単独村制）
  - 山形村（単独村制。現存）
  - 朝日村 ← 小野沢村、針尾村、古見村、西洗馬村（現存）
  - 洗馬村（単独村制。現・塩尻市、松本市）
  - 和田村、神林村、新村、今井村（それぞれ単独村制）
  - 笹賀村 ← 小俣村、神戸新田村、神戸村、二子村、今村
  - 宗賀村（単独村制。現・塩尻市）
  - 塩尻村 ← 塩尻町村、柿沢村、金井村、上西条村、中西条村、下西条村、大小屋村、長畝村、桟敷村、大門村、堀ノ内村（現・塩尻市）
  - 筑摩地村（単独村制。現・塩尻市）
  - 片丘村（単独村制。現・松本市、塩尻市）
  - 寿村 ← 豊丘村、小赤村、白瀬淵村
  - 中山村（単独村制）
  - 広丘村 ← 原新田村、吉田村、野村、高出村、竪石町村、郷原町村（現・塩尻市）
  - 芳川村 ← 村井町村、小屋村、野溝村、平田村
  - 松本村 ← 出川町村、笹部村、両島村、高宮村、並柳村、筑摩村［征矢野・鎌田および小島のうち田川西］
- 明治24年（1891年）4月1日 - 郡制を施行。
- 明治40年（1907年）5月1日 - 松本町が市制施行して松本市となり、郡より離脱。（37村）
- 大正12年（1923年）4月1日 - 郡会が廃止。郡役所は存続。
- 大正14年（1925年）2月1日 - 松本村が松本市に編入。（36村）
- 大正15年（1926年）7月1日 - 郡役所が廃止。以降は地域区分名称となる。
- 昭和2年（1927年）4月1日 - 塩尻村が町制施行して塩尻町となる。 （1町35村）
- 昭和8年（1933年）2月16日 - 波多村が改称して波田村となる。
- 昭和18年（1943年）4月1日 - 中山村の一部（神田）が松本市に編入。
- 昭和27年（1952年）4月1日 - 中川村の一部（会吉新田の一部[注釈 8]）が本城村に編入。
- 昭和29年（1954年）
  - 4月1日 - 中山村・島立村・島内村が松本市に編入。（1町32村）
  - 8月1日 - 笹賀村・今井村・神林村・和田村・新村・芳川村・寿村・里山辺村・入山辺村・岡田村が松本市に編入。（1町22村）
- 昭和30年（1955年）
  - 1月15日 - 上川手村が分割し、一部（光の一部[注釈 9]）は中川手村に編入、残部（田沢および光の一部[注釈 11]）が南安曇郡豊科町・南穂高村・高家村と合併し、改めて南安曇郡豊科町が発足。（1町21村）
  - 4月1日
    - 錦部村・中川村・五常村・会田村が合併して四賀村が発足。（1町18村）
    - 中川手村・東川手村が合併して明科町が発足。（2町16村）

  - 9月25日 - 四賀村の一部[注釈 12]が南安曇郡豊科町に編入。
- 昭和31年（1956年）9月30日
  - 明科町が北安曇郡七貴村と合併し、改めて明科町が発足。
  - 麻績村・日向村が合併し、改めて麻績村が発足。（2町15村）
- 昭和32年（1957年）3月31日
  - 明科町の一部（中之郷・鵜山）が北安曇郡池田町に編入。
  - 明科町が北安曇郡陸郷村の一部（中・小泉および寺の一部[注釈 13]）を編入。
  - 生坂村が北安曇郡陸郷村の一部（草尾・日岐の一部[注釈 14]・白駒の一部[注釈 15]）を編入のうえ、北安曇郡広津村の一部（北山の一部[注釈 16]・宇留賀の一部[注釈 17]・大日向の一部[注釈 18]）と合併し、改めて生坂村が発足。
- 昭和34年（1959年）4月1日 - 塩尻町・片丘村・広丘村・宗賀村・筑摩地村が合併して塩尻市が発足し、郡より離脱。（1町11村）
- 昭和36年（1960年）4月1日 - 塩尻市の一部（北内田）が松本市に編入。
- 昭和36年（1961年）
  - 4月1日 - 塩尻市の一部（南内田の一部[注釈 19]）が松本市に編入。
  - 6月28日 - 洗馬村が塩尻市に編入。（1町10村）
- 昭和48年（1973年）4月1日 - 波田村が町制施行して波田町となる。（2町9村）
- 昭和49年（1974年）5月1日 - 本郷村が松本市に編入。（2町8村）
- 昭和57年（1982年）4月1日 - 塩尻市の一部（洗馬の一部[注釈 20]）が松本市に編入。
- 平成17年（2005年）
  - 4月1日 - 四賀村が松本市に編入。（2町7村）
  - 10月1日 - 明科町が南安曇郡豊科町・穂高町・三郷村・堀金村と合併して安曇野市が発足。（1町7村）
  - 10月11日 - 本城村・坂北村・坂井村が合併して筑北村が発足。（1町5村）
- 平成22年（2010年）3月31日 - 波田町が松本市に編入。（5村）

### 変遷表
| 明治以前     | 明治以前     | 明治初年 - 明治8年     | 明治初年 - 明治8年     | 明治初年 - 明治8年             | 明治9年 - 明治22年                     | 明治22年 4月1日 町村制施行 | 明治22年 - 昭和19年         | 昭和20年 - 昭和29年         | 昭和30年 - 昭和34年                  | 昭和30年 - 昭和34年                  | 昭和30年 - 昭和34年                  | 昭和30年 - 昭和34年                 | 昭和35年 - 昭和39年         | 昭和40年 - 昭和64年         | 平成元年 - 現在                | 現在            |
| ------------ | ------------ | ---------------------- | ---------------------- | ------------------------------ | -------------------------------------- | -------------------------- | --------------------------- | --------------------------- | ------------------------------------ | ------------------------------------ | ------------------------------------ | ----------------------------------- | --------------------------- | --------------------------- | ------------------------------ | --------------- |
| 下波田村     | 下波田村     | 下波田村               | 下波田村               | 明治8年1月23日 波多村          | 波多村                                 | 波多村                     | 昭和8年2月16日 改称 波田村  | 波田村                      | 波田村                               | 波田村                               | 波田村                               | 波田村                              | 波田村                      | 昭和48年4月1日 町制 波田町  | 平成22年3月31日 松本市に編入   | 松本市          |
| 三溝村       | 三溝村       | 三溝村                 | 三溝村                 | 明治8年1月23日 波多村          | 波多村                                 | 波多村                     | 昭和8年2月16日 改称 波田村  | 波田村                      | 波田村                               | 波田村                               | 波田村                               | 波田村                              | 波田村                      | 昭和48年4月1日 町制 波田町  | 平成22年3月31日 松本市に編入   | 松本市          |
| 上波田村     | 上波田村     | 上波田村               | 上波田村               | 明治8年1月23日 波多村          | 波多村                                 | 波多村                     | 昭和8年2月16日 改称 波田村  | 波田村                      | 波田村                               | 波田村                               | 波田村                               | 波田村                              | 波田村                      | 昭和48年4月1日 町制 波田町  | 平成22年3月31日 松本市に編入   | 松本市          |
| 浅間村       | 浅間村       | 浅間村                 | 浅間村                 | 明治8年1月23日 岡本村          | 明治15年2月24日 浅間村                 | 本郷村                     | 本郷村                      | 本郷村                      | 本郷村                               | 本郷村                               | 本郷村                               | 本郷村                              | 本郷村                      | 昭和49年5月1日 松本市に編入 | 松本市                         | 松本市          |
| 大村         | 大村         | 大村                   | 大村                   | 明治8年1月23日 岡本村          | 明治15年2月24日 大村                   | 本郷村                     | 本郷村                      | 本郷村                      | 本郷村                               | 本郷村                               | 本郷村                               | 本郷村                              | 本郷村                      | 昭和49年5月1日 松本市に編入 | 松本市                         | 松本市          |
| 水汲村       | 水汲村       | 水汲村                 | 水汲村                 | 明治8年1月23日 岡本村          | 明治15年2月24日 水汲村                 | 本郷村                     | 本郷村                      | 本郷村                      | 本郷村                               | 本郷村                               | 本郷村                               | 本郷村                              | 本郷村                      | 昭和49年5月1日 松本市に編入 | 松本市                         | 松本市          |
| 原村         | 原村         | 原村                   | 原村                   | 明治8年1月23日 岡本村          | 明治15年2月24日 原村                   | 本郷村                     | 本郷村                      | 本郷村                      | 本郷村                               | 本郷村                               | 本郷村                               | 本郷村                              | 本郷村                      | 昭和49年5月1日 松本市に編入 | 松本市                         | 松本市          |
| 洞村         | 洞村         | 洞村                   | 洞村                   | 明治8年1月23日 岡本村          | 明治15年2月24日 洞村                   | 本郷村                     | 本郷村                      | 本郷村                      | 本郷村                               | 本郷村                               | 本郷村                               | 本郷村                              | 本郷村                      | 昭和49年5月1日 松本市に編入 | 松本市                         | 松本市          |
| 稲倉村       | 稲倉村       | 稲倉村                 | 稲倉村                 | 明治8年1月23日 岡本村          | 明治15年2月24日 稲倉村                 | 本郷村                     | 本郷村                      | 本郷村                      | 本郷村                               | 本郷村                               | 本郷村                               | 本郷村                              | 本郷村                      | 昭和49年5月1日 松本市に編入 | 松本市                         | 松本市          |
| 三才山村     | 三才山村     | 三才山村               | 三才山村               | 明治8年1月23日 岡本村          | 明治15年2月24日 三才山村               | 本郷村                     | 本郷村                      | 本郷村                      | 本郷村                               | 本郷村                               | 本郷村                               | 本郷村                              | 本郷村                      | 昭和49年5月1日 松本市に編入 | 松本市                         | 松本市          |
| 横田村       | 横田村       | 横田村                 | 横田村                 | 明治8年1月23日 岡本村          | 明治15年2月24日 横田村                 | 本郷村                     | 本郷村                      | 本郷村                      | 本郷村                               | 本郷村                               | 本郷村                               | 本郷村                              | 本郷村                      | 昭和49年5月1日 松本市に編入 | 松本市                         | 松本市          |
| 惣社村       | 惣社村       | 惣社村                 | 惣社村                 | 明治8年1月23日 岡本村          | 明治15年2月24日 惣社村                 | 本郷村                     | 本郷村                      | 本郷村                      | 本郷村                               | 本郷村                               | 本郷村                               | 本郷村                              | 本郷村                      | 昭和49年5月1日 松本市に編入 | 松本市                         | 松本市          |
| 岡田町村     | 岡田町村     | 岡田町村               | 岡田町村               | 明治8年1月23日 岡本村          | 明治15年2月24日 岡田町村               | 岡田村                     | 岡田村                      | 昭和29年8月1日 松本市に編入 | 松本市                               | 松本市                               | 松本市                               | 松本市                              | 松本市                      | 松本市                      | 松本市                         | 松本市          |
| 伊深村       | 伊深村       | 伊深村                 | 伊深村                 | 明治8年1月23日 岡本村          | 明治15年2月24日 伊深村                 | 岡田村                     | 岡田村                      | 昭和29年8月1日 松本市に編入 | 松本市                               | 松本市                               | 松本市                               | 松本市                              | 松本市                      | 松本市                      | 松本市                         | 松本市          |
| 松岡村       | 松岡村       | 松岡村                 | 松岡村                 | 明治8年1月23日 岡本村          | 明治15年2月24日 松岡村                 | 岡田村                     | 岡田村                      | 昭和29年8月1日 松本市に編入 | 松本市                               | 松本市                               | 松本市                               | 松本市                              | 松本市                      | 松本市                      | 松本市                         | 松本市          |
| 下岡田村     | 下岡田村     | 下岡田村               | 下岡田村               | 明治8年1月23日 岡本村          | 明治15年2月24日 下岡田村               | 岡田村                     | 岡田村                      | 昭和29年8月1日 松本市に編入 | 松本市                               | 松本市                               | 松本市                               | 松本市                              | 松本市                      | 松本市                      | 松本市                         | 松本市          |
| 小俣村       | 小俣村       | 小俣村                 | 小俣村                 | 明治8年1月23日 笹下村          | 明治12年7月1日 小俣村                  | 笹賀村                     | 笹賀村                      | 昭和29年8月1日 松本市に編入 | 松本市                               | 松本市                               | 松本市                               | 松本市                              | 松本市                      | 松本市                      | 松本市                         | 松本市          |
| 神戸新田村   | 神戸新田村   | 神戸新田村             | 神戸新田村             | 明治8年1月23日 笹下村          | 明治12年7月1日 神戸新田村              | 笹賀村                     | 笹賀村                      | 昭和29年8月1日 松本市に編入 | 松本市                               | 松本市                               | 松本市                               | 松本市                              | 松本市                      | 松本市                      | 松本市                         | 松本市          |
| 神戸村       | 神戸村       | 神戸村                 | 神戸村                 | 明治8年1月23日 笹下村          | 明治12年7月1日 神戸村                  | 笹賀村                     | 笹賀村                      | 昭和29年8月1日 松本市に編入 | 松本市                               | 松本市                               | 松本市                               | 松本市                              | 松本市                      | 松本市                      | 松本市                         | 松本市          |
| 二子村       | 二子村       | 二子村                 | 二子村                 | 明治8年1月23日 笹下村          | 明治12年7月1日 二子村                  | 笹賀村                     | 笹賀村                      | 昭和29年8月1日 松本市に編入 | 松本市                               | 松本市                               | 松本市                               | 松本市                              | 松本市                      | 松本市                      | 松本市                         | 松本市          |
| 今村         | 今村         | 今村                   | 今村                   | 明治8年1月23日 笹下村          | 明治12年7月1日 今村                    | 笹賀村                     | 笹賀村                      | 昭和29年8月1日 松本市に編入 | 松本市                               | 松本市                               | 松本市                               | 松本市                              | 松本市                      | 松本市                      | 松本市                         | 松本市          |
| 今井村       | 今井村       | 今井村                 | 今井村                 | 明治8年1月23日 今井村          | 今井村                                 | 今井村                     | 今井村                      | 昭和29年8月1日 松本市に編入 | 松本市                               | 松本市                               | 松本市                               | 松本市                              | 松本市                      | 松本市                      | 松本市                         | 松本市          |
| 野口新田村   | 野口新田村   | 野口新田村             | 野口新田村             | 明治8年1月23日 今井村          | 今井村                                 | 今井村                     | 今井村                      | 昭和29年8月1日 松本市に編入 | 松本市                               | 松本市                               | 松本市                               | 松本市                              | 松本市                      | 松本市                      | 松本市                         | 松本市          |
| 古池原新田村 | 古池原新田村 | 古池原新田村           | 古池原新田村           | 明治8年1月23日 今井村          | 今井村                                 | 今井村                     | 今井村                      | 昭和29年8月1日 松本市に編入 | 松本市                               | 松本市                               | 松本市                               | 松本市                              | 松本市                      | 松本市                      | 松本市                         | 松本市          |
| 水代村       | 水代村       | 水代村                 | 水代村                 | 明治8年1月23日 神林村          | 神林村                                 | 神林村                     | 神林村                      | 昭和29年8月1日 松本市に編入 | 松本市                               | 松本市                               | 松本市                               | 松本市                              | 松本市                      | 松本市                      | 松本市                         | 松本市          |
| 上神林村     | 上神林村     | 上神林村               | 上神林村               | 明治8年1月23日 神林村          | 神林村                                 | 神林村                     | 神林村                      | 昭和29年8月1日 松本市に編入 | 松本市                               | 松本市                               | 松本市                               | 松本市                              | 松本市                      | 松本市                      | 松本市                         | 松本市          |
| 下神林村     | 下神林村     | 下神林村               | 下神林村               | 明治8年1月23日 神林村          | 神林村                                 | 神林村                     | 神林村                      | 昭和29年8月1日 松本市に編入 | 松本市                               | 松本市                               | 松本市                               | 松本市                              | 松本市                      | 松本市                      | 松本市                         | 松本市          |
| 梶海渡村     | 梶海渡村     | 梶海渡村               | 梶海渡村               | 明治8年1月23日 神林村          | 神林村                                 | 神林村                     | 神林村                      | 昭和29年8月1日 松本市に編入 | 松本市                               | 松本市                               | 松本市                               | 松本市                              | 松本市                      | 松本市                      | 松本市                         | 松本市          |
| 境村         | 境村         | 境村                   | 境村                   | 明治8年1月23日 和田村          | 和田村                                 | 和田村                     | 和田村                      | 昭和29年8月1日 松本市に編入 | 松本市                               | 松本市                               | 松本市                               | 松本市                              | 松本市                      | 松本市                      | 松本市                         | 松本市          |
| 下和田村     | 下和田村     | 下和田村               | 下和田村               | 明治8年1月23日 和田村          | 和田村                                 | 和田村                     | 和田村                      | 昭和29年8月1日 松本市に編入 | 松本市                               | 松本市                               | 松本市                               | 松本市                              | 松本市                      | 松本市                      | 松本市                         | 松本市          |
| 和田町村     | 和田町村     | 和田町村               | 和田町村               | 明治8年1月23日 和田村          | 和田村                                 | 和田村                     | 和田村                      | 昭和29年8月1日 松本市に編入 | 松本市                               | 松本市                               | 松本市                               | 松本市                              | 松本市                      | 松本市                      | 松本市                         | 松本市          |
| 荒井村       | 荒井村       | 明治5年3月 改称 蘇我村 | 明治5年3月 改称 蘇我村 | 明治8年1月23日 和田村          | 和田村                                 | 和田村                     | 和田村                      | 昭和29年8月1日 松本市に編入 | 松本市                               | 松本市                               | 松本市                               | 松本市                              | 松本市                      | 松本市                      | 松本市                         | 松本市          |
| 衣外村       | 衣外村       | 衣外村                 | 衣外村                 | 明治8年1月23日 和田村          | 和田村                                 | 和田村                     | 和田村                      | 昭和29年8月1日 松本市に編入 | 松本市                               | 松本市                               | 松本市                               | 松本市                              | 松本市                      | 松本市                      | 松本市                         | 松本市          |
| 殿村         | 殿村         | 殿村                   | 殿村                   | 明治8年1月23日 和田村          | 和田村                                 | 和田村                     | 和田村                      | 昭和29年8月1日 松本市に編入 | 松本市                               | 松本市                               | 松本市                               | 松本市                              | 松本市                      | 松本市                      | 松本市                         | 松本市          |
| 和田中村     | 和田中村     | 和田中村               | 和田中村               | 明治8年1月23日 和田村          | 和田村                                 | 和田村                     | 和田村                      | 昭和29年8月1日 松本市に編入 | 松本市                               | 松本市                               | 松本市                               | 松本市                              | 松本市                      | 松本市                      | 松本市                         | 松本市          |
| 南和田村     | 南和田村     | 南和田村               | 南和田村               | 明治8年1月23日 和田村          | 和田村                                 | 和田村                     | 和田村                      | 昭和29年8月1日 松本市に編入 | 松本市                               | 松本市                               | 松本市                               | 松本市                              | 松本市                      | 松本市                      | 松本市                         | 松本市          |
| 南新村       | 南新村       | 南新村                 | 南新村                 | 明治8年1月23日 新村            | 新村                                   | 新村                       | 新村                        | 昭和29年8月1日 松本市に編入 | 松本市                               | 松本市                               | 松本市                               | 松本市                              | 松本市                      | 松本市                      | 松本市                         | 松本市          |
| 東新村       | 東新村       | 東新村                 | 東新村                 | 明治8年1月23日 新村            | 新村                                   | 新村                       | 新村                        | 昭和29年8月1日 松本市に編入 | 松本市                               | 松本市                               | 松本市                               | 松本市                              | 松本市                      | 松本市                      | 松本市                         | 松本市          |
| 北新村       | 北新村       | 北新村                 | 北新村                 | 明治8年1月23日 新村            | 新村                                   | 新村                       | 新村                        | 昭和29年8月1日 松本市に編入 | 松本市                               | 松本市                               | 松本市                               | 松本市                              | 松本市                      | 松本市                      | 松本市                         | 松本市          |
| 下新村       | 下新村       | 下新村                 | 下新村                 | 明治8年1月23日 新村            | 新村                                   | 新村                       | 新村                        | 昭和29年8月1日 松本市に編入 | 松本市                               | 松本市                               | 松本市                               | 松本市                              | 松本市                      | 松本市                      | 松本市                         | 松本市          |
| 上新村       | 上新村       | 上新村                 | 上新村                 | 明治8年1月23日 新村            | 新村                                   | 新村                       | 新村                        | 昭和29年8月1日 松本市に編入 | 松本市                               | 松本市                               | 松本市                               | 松本市                              | 松本市                      | 松本市                      | 松本市                         | 松本市          |
| 白川村       | 白川村       | 白川村                 | 白川村                 | 明治8年1月23日 豊丘村          | 豊丘村                                 | 寿村                       | 寿村                        | 昭和29年8月1日 松本市に編入 | 松本市                               | 松本市                               | 松本市                               | 松本市                              | 松本市                      | 松本市                      | 松本市                         | 松本市          |
| 百瀬村       | 百瀬村       | 百瀬村                 | 百瀬村                 | 明治8年1月23日 豊丘村          | 豊丘村                                 | 寿村                       | 寿村                        | 昭和29年8月1日 松本市に編入 | 松本市                               | 松本市                               | 松本市                               | 松本市                              | 松本市                      | 松本市                      | 松本市                         | 松本市          |
| 南百瀬村     | 南百瀬村     | 南百瀬村               | 南百瀬村               | 明治8年1月23日 豊丘村          | 豊丘村                                 | 寿村                       | 寿村                        | 昭和29年8月1日 松本市に編入 | 松本市                               | 松本市                               | 松本市                               | 松本市                              | 松本市                      | 松本市                      | 松本市                         | 松本市          |
| 小池村       | 小池村       | 小池村                 | 小池村                 | 明治8年1月23日 豊丘村          | 明治16年3月31日 分立 小赤村            | 寿村                       | 寿村                        | 昭和29年8月1日 松本市に編入 | 松本市                               | 松本市                               | 松本市                               | 松本市                              | 松本市                      | 松本市                      | 松本市                         | 松本市          |
| 赤木村       | 赤木村       | 赤木村                 | 赤木村                 | 明治8年1月23日 豊丘村          | 明治16年3月31日 分立 小赤村            | 寿村                       | 寿村                        | 昭和29年8月1日 松本市に編入 | 松本市                               | 松本市                               | 松本市                               | 松本市                              | 松本市                      | 松本市                      | 松本市                         | 松本市          |
| 竹淵村       | 竹淵村       | 竹淵村                 | 竹淵村                 | 明治8年1月23日 豊丘村          | 明治16年3月31日 分立 白瀬淵村          | 寿村                       | 寿村                        | 昭和29年8月1日 松本市に編入 | 松本市                               | 松本市                               | 松本市                               | 松本市                              | 松本市                      | 松本市                      | 松本市                         | 松本市          |
| 上瀬黒村     | 上瀬黒村     | 上瀬黒村               | 上瀬黒村               | 明治8年1月23日 豊丘村          | 明治16年3月31日 分立 白瀬淵村          | 寿村                       | 寿村                        | 昭和29年8月1日 松本市に編入 | 松本市                               | 松本市                               | 松本市                               | 松本市                              | 松本市                      | 松本市                      | 松本市                         | 松本市          |
| 下瀬黒村     | 下瀬黒村     | 下瀬黒村               | 下瀬黒村               | 明治8年1月23日 豊丘村          | 明治16年3月31日 分立 白瀬淵村          | 寿村                       | 寿村                        | 昭和29年8月1日 松本市に編入 | 松本市                               | 松本市                               | 松本市                               | 松本市                              | 松本市                      | 松本市                      | 松本市                         | 松本市          |
| 白姫村       | 白姫村       | 白姫村                 | 白姫村                 | 明治8年1月23日 豊丘村          | 明治16年3月31日 分立 白瀬淵村          | 寿村                       | 寿村                        | 昭和29年8月1日 松本市に編入 | 松本市                               | 松本市                               | 松本市                               | 松本市                              | 松本市                      | 松本市                      | 松本市                         | 松本市          |
| 林村         | 林村         | 林村                   | 林村                   | 明治8年1月23日 里山辺村        | 里山辺村                               | 里山辺村                   | 里山辺村                    | 昭和29年8月1日 松本市に編入 | 松本市                               | 松本市                               | 松本市                               | 松本市                              | 松本市                      | 松本市                      | 松本市                         | 松本市          |
| 大嵩崎新田村 | 大嵩崎新田村 | 大嵩崎新田村           | 大嵩崎新田村           | 明治8年1月23日 里山辺村        | 里山辺村                               | 里山辺村                   | 里山辺村                    | 昭和29年8月1日 松本市に編入 | 松本市                               | 松本市                               | 松本市                               | 松本市                              | 松本市                      | 松本市                      | 松本市                         | 松本市          |
| 南小松村     | 南小松村     | 南小松村               | 南小松村               | 明治8年1月23日 里山辺村        | 里山辺村                               | 里山辺村                   | 里山辺村                    | 昭和29年8月1日 松本市に編入 | 松本市                               | 松本市                               | 松本市                               | 松本市                              | 松本市                      | 松本市                      | 松本市                         | 松本市          |
| 北小松村     | 北小松村     | 北小松村               | 北小松村               | 明治8年1月23日 里山辺村        | 里山辺村                               | 里山辺村                   | 里山辺村                    | 昭和29年8月1日 松本市に編入 | 松本市                               | 松本市                               | 松本市                               | 松本市                              | 松本市                      | 松本市                      | 松本市                         | 松本市          |
| 薄町村       | 薄町村       | 薄町村                 | 薄町村                 | 明治8年1月23日 里山辺村        | 里山辺村                               | 里山辺村                   | 里山辺村                    | 昭和29年8月1日 松本市に編入 | 松本市                               | 松本市                               | 松本市                               | 松本市                              | 松本市                      | 松本市                      | 松本市                         | 松本市          |
| 上金井村     | 上金井村     | 上金井村               | 上金井村               | 明治8年1月23日 里山辺村        | 里山辺村                               | 里山辺村                   | 里山辺村                    | 昭和29年8月1日 松本市に編入 | 松本市                               | 松本市                               | 松本市                               | 松本市                              | 松本市                      | 松本市                      | 松本市                         | 松本市          |
| 兎川寺村     | 兎川寺村     | 兎川寺村               | 兎川寺村               | 明治8年1月23日 里山辺村        | 里山辺村                               | 里山辺村                   | 里山辺村                    | 昭和29年8月1日 松本市に編入 | 松本市                               | 松本市                               | 松本市                               | 松本市                              | 松本市                      | 松本市                      | 松本市                         | 松本市          |
| 湯原村       | 湯原村       | 湯原村                 | 湯原村                 | 明治8年1月23日 里山辺村        | 里山辺村                               | 里山辺村                   | 里山辺村                    | 昭和29年8月1日 松本市に編入 | 松本市                               | 松本市                               | 松本市                               | 松本市                              | 松本市                      | 松本市                      | 松本市                         | 松本市          |
| 荒町村       | 荒町村       | 荒町村                 | 荒町村                 | 明治8年1月23日 里山辺村        | 里山辺村                               | 里山辺村                   | 里山辺村                    | 昭和29年8月1日 松本市に編入 | 松本市                               | 松本市                               | 松本市                               | 松本市                              | 松本市                      | 松本市                      | 松本市                         | 松本市          |
| 藤井村       | 藤井村       | 藤井村                 | 藤井村                 | 明治8年1月23日 里山辺村        | 里山辺村                               | 里山辺村                   | 里山辺村                    | 昭和29年8月1日 松本市に編入 | 松本市                               | 松本市                               | 松本市                               | 松本市                              | 松本市                      | 松本市                      | 松本市                         | 松本市          |
| 新井村       | 新井村       | 新井村                 | 新井村                 | 明治8年1月23日 里山辺村        | 里山辺村                               | 里山辺村                   | 里山辺村                    | 昭和29年8月1日 松本市に編入 | 松本市                               | 松本市                               | 松本市                               | 松本市                              | 松本市                      | 松本市                      | 松本市                         | 松本市          |
| 下金井村     | 下金井村     | 下金井村               | 下金井村               | 明治8年1月23日 里山辺村        | 里山辺村                               | 里山辺村                   | 里山辺村                    | 昭和29年8月1日 松本市に編入 | 松本市                               | 松本市                               | 松本市                               | 松本市                              | 松本市                      | 松本市                      | 松本市                         | 松本市          |
| 南方村       | 南方村       | 南方村                 | 南方村                 | 明治8年1月23日 入山辺村        | 入山辺村                               | 入山辺村                   | 入山辺村                    | 昭和29年8月1日 松本市に編入 | 松本市                               | 松本市                               | 松本市                               | 松本市                              | 松本市                      | 松本市                      | 松本市                         | 松本市          |
| 北入村       | 北入村       | 北入村                 | 北入村                 | 明治8年1月23日 入山辺村        | 入山辺村                               | 入山辺村                   | 入山辺村                    | 昭和29年8月1日 松本市に編入 | 松本市                               | 松本市                               | 松本市                               | 松本市                              | 松本市                      | 松本市                      | 松本市                         | 松本市          |
| 橋倉村       | 橋倉村       | 橋倉村                 | 橋倉村                 | 明治8年1月23日 入山辺村        | 入山辺村                               | 入山辺村                   | 入山辺村                    | 昭和29年8月1日 松本市に編入 | 松本市                               | 松本市                               | 松本市                               | 松本市                              | 松本市                      | 松本市                      | 松本市                         | 松本市          |
| 中入村       | 中入村       | 中入村                 | 中入村                 | 明治8年1月23日 入山辺村        | 入山辺村                               | 入山辺村                   | 入山辺村                    | 昭和29年8月1日 松本市に編入 | 松本市                               | 松本市                               | 松本市                               | 松本市                              | 松本市                      | 松本市                      | 松本市                         | 松本市          |
| 桐原村       | 桐原村       | 桐原村                 | 桐原村                 | 明治8年1月23日 入山辺村        | 入山辺村                               | 入山辺村                   | 入山辺村                    | 昭和29年8月1日 松本市に編入 | 松本市                               | 松本市                               | 松本市                               | 松本市                              | 松本市                      | 松本市                      | 松本市                         | 松本市          |
| 青島村       | 青島村       | 青島村                 | 青島村                 | 明治7年10月25日 南安曇郡島内村 | 明治12年7月1日 所属変更 東筑摩郡島内村 | 島内村                     | 島内村                      | 昭和29年4月1日 松本市に編入 | 松本市                               | 松本市                               | 松本市                               | 松本市                              | 松本市                      | 松本市                      | 松本市                         | 松本市          |
| 町村         | 町村         | 町村                   | 町村                   | 明治7年10月25日 南安曇郡島内村 | 明治12年7月1日 所属変更 東筑摩郡島内村 | 島内村                     | 島内村                      | 昭和29年4月1日 松本市に編入 | 松本市                               | 松本市                               | 松本市                               | 松本市                              | 松本市                      | 松本市                      | 松本市                         | 松本市          |
| 上平瀬村     | 上平瀬村     | 上平瀬村               | 上平瀬村               | 明治7年10月25日 南安曇郡島内村 | 明治12年7月1日 所属変更 東筑摩郡島内村 | 島内村                     | 島内村                      | 昭和29年4月1日 松本市に編入 | 松本市                               | 松本市                               | 松本市                               | 松本市                              | 松本市                      | 松本市                      | 松本市                         | 松本市          |
| 下平瀬村     | 下平瀬村     | 下平瀬村               | 下平瀬村               | 明治7年10月25日 南安曇郡島内村 | 明治12年7月1日 所属変更 東筑摩郡島内村 | 島内村                     | 島内村                      | 昭和29年4月1日 松本市に編入 | 松本市                               | 松本市                               | 松本市                               | 松本市                              | 松本市                      | 松本市                      | 松本市                         | 松本市          |
| 北中村       | 北中村       | 北中村                 | 北中村                 | 明治7年10月25日 南安曇郡島内村 | 明治12年7月1日 所属変更 東筑摩郡島内村 | 島内村                     | 島内村                      | 昭和29年4月1日 松本市に編入 | 松本市                               | 松本市                               | 松本市                               | 松本市                              | 松本市                      | 松本市                      | 松本市                         | 松本市          |
| 南中村       | 南中村       | 南中村                 | 南中村                 | 明治7年10月25日 南安曇郡島内村 | 明治12年7月1日 所属変更 東筑摩郡島内村 | 島内村                     | 島内村                      | 昭和29年4月1日 松本市に編入 | 松本市                               | 松本市                               | 松本市                               | 松本市                              | 松本市                      | 松本市                      | 松本市                         | 松本市          |
| 北方村       | 北方村       | 北方村                 | 北方村                 | 明治7年10月25日 南安曇郡島内村 | 明治12年7月1日 所属変更 東筑摩郡島内村 | 島内村                     | 島内村                      | 昭和29年4月1日 松本市に編入 | 松本市                               | 松本市                               | 松本市                               | 松本市                              | 松本市                      | 松本市                      | 松本市                         | 松本市          |
| 東方村       | 東方村       | 東方村                 | 東方村                 | 明治7年10月25日 南安曇郡島内村 | 明治12年7月1日 所属変更 東筑摩郡島内村 | 島内村                     | 島内村                      | 昭和29年4月1日 松本市に編入 | 松本市                               | 松本市                               | 松本市                               | 松本市                              | 松本市                      | 松本市                      | 松本市                         | 松本市          |
| 高松村       | 高松村       | 高松村                 | 高松村                 | 明治7年10月25日 南安曇郡島内村 | 明治12年7月1日 所属変更 東筑摩郡島内村 | 島内村                     | 島内村                      | 昭和29年4月1日 松本市に編入 | 松本市                               | 松本市                               | 松本市                               | 松本市                              | 松本市                      | 松本市                      | 松本市                         | 松本市          |
| 小宮村       | 小宮村       | 小宮村                 | 小宮村                 | 明治7年10月25日 南安曇郡島内村 | 明治12年7月1日 所属変更 東筑摩郡島内村 | 島内村                     | 島内村                      | 昭和29年4月1日 松本市に編入 | 松本市                               | 松本市                               | 松本市                               | 松本市                              | 松本市                      | 松本市                      | 松本市                         | 松本市          |
| 犬飼新田村   | 犬飼新田村   | 犬飼新田村             | 犬飼新田村             | 明治7年10月25日 南安曇郡島内村 | 明治12年7月1日 所属変更 東筑摩郡島内村 | 島内村                     | 島内村                      | 昭和29年4月1日 松本市に編入 | 松本市                               | 松本市                               | 松本市                               | 松本市                              | 松本市                      | 松本市                      | 松本市                         | 松本市          |
| 荒井村       | 荒井村       | 荒井村                 | 荒井村                 | 明治8年1月23日 島立村          | 島立村                                 | 島立村                     | 島立村                      | 昭和29年4月1日 松本市に編入 | 松本市                               | 松本市                               | 松本市                               | 松本市                              | 松本市                      | 松本市                      | 松本市                         | 松本市          |
| 堀米村       | 堀米村       | 堀米村                 | 堀米村                 | 明治8年1月23日 島立村          | 島立村                                 | 島立村                     | 島立村                      | 昭和29年4月1日 松本市に編入 | 松本市                               | 松本市                               | 松本市                               | 松本市                              | 松本市                      | 松本市                      | 松本市                         | 松本市          |
| 小柴村       | 小柴村       | 小柴村                 | 小柴村                 | 明治8年1月23日 島立村          | 島立村                                 | 島立村                     | 島立村                      | 昭和29年4月1日 松本市に編入 | 松本市                               | 松本市                               | 松本市                               | 松本市                              | 松本市                      | 松本市                      | 松本市                         | 松本市          |
| 中村         | 中村         | 中村                   | 中村                   | 明治8年1月23日 島立村          | 島立村                                 | 島立村                     | 島立村                      | 昭和29年4月1日 松本市に編入 | 松本市                               | 松本市                               | 松本市                               | 松本市                              | 松本市                      | 松本市                      | 松本市                         | 松本市          |
| 島立町村     | 島立町村     | 島立町村               | 島立町村               | 明治8年1月23日 島立村          | 島立村                                 | 島立村                     | 島立村                      | 昭和29年4月1日 松本市に編入 | 松本市                               | 松本市                               | 松本市                               | 松本市                              | 松本市                      | 松本市                      | 松本市                         | 松本市          |
| 大庭村       | 大庭村       | 大庭村                 | 大庭村                 | 明治8年1月23日 島立村          | 島立村                                 | 島立村                     | 島立村                      | 昭和29年4月1日 松本市に編入 | 松本市                               | 松本市                               | 松本市                               | 松本市                              | 松本市                      | 松本市                      | 松本市                         | 松本市          |
| 北栗林村     | 北栗林村     | 北栗林村               | 北栗林村               | 明治8年1月23日 島立村          | 島立村                                 | 島立村                     | 島立村                      | 昭和29年4月1日 松本市に編入 | 松本市                               | 松本市                               | 松本市                               | 松本市                              | 松本市                      | 松本市                      | 松本市                         | 松本市          |
| 南栗林村     | 南栗林村     | 南栗林村               | 南栗林村               | 明治8年1月23日 島立村          | 島立村                                 | 島立村                     | 島立村                      | 昭和29年4月1日 松本市に編入 | 松本市                               | 松本市                               | 松本市                               | 松本市                              | 松本市                      | 松本市                      | 松本市                         | 松本市          |
| 永田村       | 永田村       | 永田村                 | 永田村                 | 明治8年1月23日 島立村          | 島立村                                 | 島立村                     | 島立村                      | 昭和29年4月1日 松本市に編入 | 松本市                               | 松本市                               | 松本市                               | 松本市                              | 松本市                      | 松本市                      | 松本市                         | 松本市          |
| 三ノ宮村     | 三ノ宮村     | 三ノ宮村               | 三ノ宮村               | 明治8年1月23日 島立村          | 島立村                                 | 島立村                     | 島立村                      | 昭和29年4月1日 松本市に編入 | 松本市                               | 松本市                               | 松本市                               | 松本市                              | 松本市                      | 松本市                      | 松本市                         | 松本市          |
| 埴原村       | 埴原村       | 埴原村                 | 埴原村                 | 明治7年10月23日 中山村         | 中山村                                 | 中山村                     | 中山村                      | 昭和29年4月1日 松本市に編入 | 松本市                               | 松本市                               | 松本市                               | 松本市                              | 松本市                      | 松本市                      | 松本市                         | 松本市          |
| 和泉村       | 和泉村       | 和泉村                 | 和泉村                 | 明治7年10月23日 中山村         | 中山村                                 | 中山村                     | 中山村                      | 昭和29年4月1日 松本市に編入 | 松本市                               | 松本市                               | 松本市                               | 松本市                              | 松本市                      | 松本市                      | 松本市                         | 松本市          |
| 神田村       | 神田村       | 神田村                 | 神田村                 | 明治7年10月23日 中山村         | 中山村                                 | 中山村                     | 昭和18年4月1日 松本市に編入 | 松本市                      | 松本市                               | 松本市                               | 松本市                               | 松本市                              | 松本市                      | 松本市                      | 松本市                         | 松本市          |
| 深志町       | 女鳥羽川以南 | 深志町                 | 深志町                 | 明治8年2月18日 南深志町        | 明治14年7月5日 改称 松本南深志町       | 松本町                     | 明治40年5月1日 市制 松本市  | 松本市                      | 松本市                               | 松本市                               | 松本市                               | 松本市                              | 松本市                      | 松本市                      | 松本市                         | 松本市          |
| 深志町       | 女鳥羽川以北 | 深志町                 | 深志町                 | 明治8年2月18日 北深志町        | 明治14年7月5日 改称 松本北深志町       | 松本町                     | 明治40年5月1日 市制 松本市  | 松本市                      | 松本市                               | 松本市                               | 松本市                               | 松本市                              | 松本市                      | 松本市                      | 松本市                         | 松本市          |
| 渚村         | 渚村         | 渚村                   | 渚村                   | 明治8年1月28日 深志村          | 明治14年6月24日 渚村                   | 松本町                     | 明治40年5月1日 市制 松本市  | 松本市                      | 松本市                               | 松本市                               | 松本市                               | 松本市                              | 松本市                      | 松本市                      | 松本市                         | 松本市          |
| 白板村       | 白板村       | 白板村                 | 白板村                 | 明治8年1月28日 深志村          | 明治14年6月24日 白板村                 | 松本町                     | 明治40年5月1日 市制 松本市  | 松本市                      | 松本市                               | 松本市                               | 松本市                               | 松本市                              | 松本市                      | 松本市                      | 松本市                         | 松本市          |
| 宮淵村       | 宮淵村       | 宮淵村                 | 宮淵村                 | 明治8年1月28日 深志村          | 明治14年6月24日 宮淵村                 | 松本町                     | 明治40年5月1日 市制 松本市  | 松本市                      | 松本市                               | 松本市                               | 松本市                               | 松本市                              | 松本市                      | 松本市                      | 松本市                         | 松本市          |
| 桐原分       | 桐原分       | 明治5年3月 改称 桐村   | 明治5年9月 桐村        | 明治8年1月28日 深志村          | 明治14年6月24日 桐村                   | 松本町                     | 明治40年5月1日 市制 松本市  | 松本市                      | 松本市                               | 松本市                               | 松本市                               | 松本市                              | 松本市                      | 松本市                      | 松本市                         | 松本市          |
| 松本分       | 松本分       | 松本分                 | 明治5年9月 桐村        | 明治8年1月28日 深志村          | 明治14年6月24日 桐村                   | 松本町                     | 明治40年5月1日 市制 松本市  | 松本市                      | 松本市                               | 松本市                               | 松本市                               | 松本市                              | 松本市                      | 松本市                      | 松本市                         | 松本市          |
| 蟻ケ崎村     | 蟻ケ崎村     | 蟻ケ崎村               | 蟻ケ崎村               | 明治8年1月28日 深志村          | 明治14年6月24日 蟻ケ崎村               | 松本町                     | 明治40年5月1日 市制 松本市  | 松本市                      | 松本市                               | 松本市                               | 松本市                               | 松本市                              | 松本市                      | 松本市                      | 松本市                         | 松本市          |
| 庄内村       | 庄内村       | 庄内村                 | 庄内村                 | 明治8年1月23日 筑摩村          | 筑摩村                                 | 松本町                     | 明治40年5月1日 市制 松本市  | 松本市                      | 松本市                               | 松本市                               | 松本市                               | 松本市                              | 松本市                      | 松本市                      | 松本市                         | 松本市          |
| 埋橋村       | 埋橋村       | 埋橋村                 | 埋橋村                 | 明治8年1月23日 筑摩村          | 筑摩村                                 | 松本町                     | 明治40年5月1日 市制 松本市  | 松本市                      | 松本市                               | 松本市                               | 松本市                               | 松本市                              | 松本市                      | 松本市                      | 松本市                         | 松本市          |
| 中林村       | 中林村       | 中林村                 | 中林村                 | 明治8年1月23日 筑摩村          | 筑摩村                                 | 松本町                     | 明治40年5月1日 市制 松本市  | 松本市                      | 松本市                               | 松本市                               | 松本市                               | 松本市                              | 松本市                      | 松本市                      | 松本市                         | 松本市          |
| 筑摩村       | 筑摩村       | 筑摩村                 | 筑摩村                 | 明治8年1月23日 筑摩村          | 筑摩村                                 | 松本町                     | 明治40年5月1日 市制 松本市  | 松本市                      | 松本市                               | 松本市                               | 松本市                               | 松本市                              | 松本市                      | 松本市                      | 松本市                         | 松本市          |
| 三才村       | 三才村       | 三才村                 | 三才村                 | 明治8年1月23日 筑摩村          | 筑摩村                                 | 松本町                     | 明治40年5月1日 市制 松本市  | 松本市                      | 松本市                               | 松本市                               | 松本市                               | 松本市                              | 松本市                      | 松本市                      | 松本市                         | 松本市          |
| 小島村       | 田川東       | 小島村                 | 小島村                 | 明治8年1月23日 筑摩村          | 筑摩村                                 | 松本町                     | 明治40年5月1日 市制 松本市  | 松本市                      | 松本市                               | 松本市                               | 松本市                               | 松本市                              | 松本市                      | 松本市                      | 松本市                         | 松本市          |
| 小島村       | 田川西       | 小島村                 | 小島村                 | 明治8年1月23日 筑摩村          | 筑摩村                                 | 松本村                     | 大正14年2月1日 松本市に編入 | 松本市                      | 松本市                               | 松本市                               | 松本市                               | 松本市                              | 松本市                      | 松本市                      | 松本市                         | 松本市          |
| 征矢野村     | 征矢野村     | 征矢野村               | 征矢野村               | 明治8年1月23日 筑摩村          | 筑摩村                                 | 松本村                     | 大正14年2月1日 松本市に編入 | 松本市                      | 松本市                               | 松本市                               | 松本市                               | 松本市                              | 松本市                      | 松本市                      | 松本市                         | 松本市          |
| 鎌田村       | 鎌田村       | 鎌田村                 | 鎌田村                 | 明治8年1月23日 筑摩村          | 筑摩村                                 | 松本村                     | 大正14年2月1日 松本市に編入 | 松本市                      | 松本市                               | 松本市                               | 松本市                               | 松本市                              | 松本市                      | 松本市                      | 松本市                         | 松本市          |
| 出川町村     | 出川町村     | 出川町村               | 出川町村               | 明治8年1月23日 信楽村          | 明治13年8月25日 出川町村               | 松本村                     | 大正14年2月1日 松本市に編入 | 松本市                      | 松本市                               | 松本市                               | 松本市                               | 松本市                              | 松本市                      | 松本市                      | 松本市                         | 松本市          |
| 笹部村       | 笹部村       | 笹部村                 | 笹部村                 | 明治8年1月23日 信楽村          | 明治13年8月25日 笹部村                 | 松本村                     | 大正14年2月1日 松本市に編入 | 松本市                      | 松本市                               | 松本市                               | 松本市                               | 松本市                              | 松本市                      | 松本市                      | 松本市                         | 松本市          |
| 両島村       | 両島村       | 両島村                 | 両島村                 | 明治8年1月23日 信楽村          | 明治13年8月25日 両島村                 | 松本村                     | 大正14年2月1日 松本市に編入 | 松本市                      | 松本市                               | 松本市                               | 松本市                               | 松本市                              | 松本市                      | 松本市                      | 松本市                         | 松本市          |
| 高宮村       | 高宮村       | 高宮村                 | 高宮村                 | 明治8年1月23日 信楽村          | 明治13年8月25日 高宮村                 | 松本村                     | 大正14年2月1日 松本市に編入 | 松本市                      | 松本市                               | 松本市                               | 松本市                               | 松本市                              | 松本市                      | 松本市                      | 松本市                         | 松本市          |
| 並柳村       | 並柳村       | 並柳村                 | 並柳村                 | 明治8年1月23日 信楽村          | 明治13年8月25日 並柳村                 | 松本村                     | 大正14年2月1日 松本市に編入 | 松本市                      | 松本市                               | 松本市                               | 松本市                               | 松本市                              | 松本市                      | 松本市                      | 松本市                         | 松本市          |
| 野溝村       | 野溝村       | 野溝村                 | 野溝村                 | 明治8年1月23日 信楽村          | 明治13年8月25日 野溝村                 | 芳川村                     | 芳川村                      | 昭和29年8月1日 松本市に編入 | 松本市                               | 松本市                               | 松本市                               | 松本市                              | 松本市                      | 松本市                      | 松本市                         | 松本市          |
| 平田村       | 平田村       | 平田村                 | 平田村                 | 明治8年1月23日 信楽村          | 明治13年8月25日 平田村                 | 芳川村                     | 芳川村                      | 昭和29年8月1日 松本市に編入 | 松本市                               | 松本市                               | 松本市                               | 松本市                              | 松本市                      | 松本市                      | 松本市                         | 松本市          |
| 村井町村     | 村井町村     | 村井町村               | 村井町村               | 明治8年1月23日 広丘村          | 明治14年6月24日 村井町村               | 芳川村                     | 芳川村                      | 昭和29年8月1日 松本市に編入 | 松本市                               | 松本市                               | 松本市                               | 松本市                              | 松本市                      | 松本市                      | 松本市                         | 松本市          |
| 小屋村       | 小屋村       | 小屋村                 | 小屋村                 | 明治8年1月23日 広丘村          | 明治14年6月24日 小屋村                 | 芳川村                     | 芳川村                      | 昭和29年8月1日 松本市に編入 | 松本市                               | 松本市                               | 松本市                               | 松本市                              | 松本市                      | 松本市                      | 松本市                         | 松本市          |
| 原新田村     | 原新田村     | 原新田村               | 原新田村               | 明治8年1月23日 広丘村          | 明治14年6月24日 原新田村               | 広丘村                     | 広丘村                      | 広丘村                      | 広丘村                               | 広丘村                               | 広丘村                               | 昭和34年4月1日 塩尻市               | 塩尻市                      | 塩尻市                      | 塩尻市                         | 塩尻市          |
| 吉田村       | 吉田村       | 吉田村                 | 吉田村                 | 明治8年1月23日 広丘村          | 明治14年6月24日 吉田村                 | 広丘村                     | 広丘村                      | 広丘村                      | 広丘村                               | 広丘村                               | 広丘村                               | 昭和34年4月1日 塩尻市               | 塩尻市                      | 塩尻市                      | 塩尻市                         | 塩尻市          |
| 野村         | 野村         | 野村                   | 野村                   | 明治8年1月23日 広丘村          | 明治14年6月24日 野村                   | 広丘村                     | 広丘村                      | 広丘村                      | 広丘村                               | 広丘村                               | 広丘村                               | 昭和34年4月1日 塩尻市               | 塩尻市                      | 塩尻市                      | 塩尻市                         | 塩尻市          |
| 高出村       | 高出村       | 高出村                 | 高出村                 | 明治8年1月23日 広丘村          | 明治14年6月24日 高出村                 | 広丘村                     | 広丘村                      | 広丘村                      | 広丘村                               | 広丘村                               | 広丘村                               | 昭和34年4月1日 塩尻市               | 塩尻市                      | 塩尻市                      | 塩尻市                         | 塩尻市          |
| 堅石町村     | 堅石町村     | 堅石町村               | 堅石町村               | 明治8年1月23日 広丘村          | 明治14年6月24日 堅石町村               | 広丘村                     | 広丘村                      | 広丘村                      | 広丘村                               | 広丘村                               | 広丘村                               | 昭和34年4月1日 塩尻市               | 塩尻市                      | 塩尻市                      | 塩尻市                         | 塩尻市          |
| 郷原町村     | 郷原町村     | 郷原町村               | 郷原町村               | 明治8年1月23日 広丘村          | 明治14年6月24日 郷原町村               | 広丘村                     | 広丘村                      | 広丘村                      | 広丘村                               | 広丘村                               | 広丘村                               | 昭和34年4月1日 塩尻市               | 塩尻市                      | 塩尻市                      | 塩尻市                         | 塩尻市          |
| 塩尻町村     | 塩尻町村     | 塩尻町村               | 塩尻町村               | 明治8年1月23日 塩尻村          | 明治14年 塩尻町村                      | 塩尻村                     | 塩尻村                      | 昭和2年4月1日 町制 塩尻町   | 塩尻町                               | 塩尻町                               | 塩尻町                               | 昭和34年4月1日 塩尻市               | 塩尻市                      | 塩尻市                      | 塩尻市                         | 塩尻市          |
| 柿沢村       | 柿沢村       | 柿沢村                 | 柿沢村                 | 明治8年1月23日 塩尻村          | 明治14年 柿沢村                        | 塩尻村                     | 塩尻村                      | 昭和2年4月1日 町制 塩尻町   | 塩尻町                               | 塩尻町                               | 塩尻町                               | 昭和34年4月1日 塩尻市               | 塩尻市                      | 塩尻市                      | 塩尻市                         | 塩尻市          |
| 金井村       | 金井村       | 金井村                 | 金井村                 | 明治8年1月23日 塩尻村          | 明治14年 金井村                        | 塩尻村                     | 塩尻村                      | 昭和2年4月1日 町制 塩尻町   | 塩尻町                               | 塩尻町                               | 塩尻町                               | 昭和34年4月1日 塩尻市               | 塩尻市                      | 塩尻市                      | 塩尻市                         | 塩尻市          |
| 上西条村     | 上西条村     | 上西条村               | 上西条村               | 明治8年1月23日 塩尻村          | 明治14年 上西条村                      | 塩尻村                     | 塩尻村                      | 昭和2年4月1日 町制 塩尻町   | 塩尻町                               | 塩尻町                               | 塩尻町                               | 昭和34年4月1日 塩尻市               | 塩尻市                      | 塩尻市                      | 塩尻市                         | 塩尻市          |
| 中西条村     | 中西条村     | 中西条村               | 中西条村               | 明治8年1月23日 塩尻村          | 明治14年 中西条村                      | 塩尻村                     | 塩尻村                      | 昭和2年4月1日 町制 塩尻町   | 塩尻町                               | 塩尻町                               | 塩尻町                               | 昭和34年4月1日 塩尻市               | 塩尻市                      | 塩尻市                      | 塩尻市                         | 塩尻市          |
| 下西条村     | 下西条村     | 下西条村               | 下西条村               | 明治8年1月23日 塩尻村          | 明治14年 下西条村                      | 塩尻村                     | 塩尻村                      | 昭和2年4月1日 町制 塩尻町   | 塩尻町                               | 塩尻町                               | 塩尻町                               | 昭和34年4月1日 塩尻市               | 塩尻市                      | 塩尻市                      | 塩尻市                         | 塩尻市          |
| 大小屋村     | 大小屋村     | 大小屋村               | 大小屋村               | 明治8年1月23日 塩尻村          | 明治14年 大小屋村                      | 塩尻村                     | 塩尻村                      | 昭和2年4月1日 町制 塩尻町   | 塩尻町                               | 塩尻町                               | 塩尻町                               | 昭和34年4月1日 塩尻市               | 塩尻市                      | 塩尻市                      | 塩尻市                         | 塩尻市          |
| 長畝村       | 長畝村       | 長畝村                 | 長畝村                 | 明治8年1月23日 塩尻村          | 明治14年 長畝村                        | 塩尻村                     | 塩尻村                      | 昭和2年4月1日 町制 塩尻町   | 塩尻町                               | 塩尻町                               | 塩尻町                               | 昭和34年4月1日 塩尻市               | 塩尻市                      | 塩尻市                      | 塩尻市                         | 塩尻市          |
| 桟敷村       | 桟敷村       | 桟敷村                 | 桟敷村                 | 明治8年1月23日 塩尻村          | 明治14年 桟敷村                        | 塩尻村                     | 塩尻村                      | 昭和2年4月1日 町制 塩尻町   | 塩尻町                               | 塩尻町                               | 塩尻町                               | 昭和34年4月1日 塩尻市               | 塩尻市                      | 塩尻市                      | 塩尻市                         | 塩尻市          |
| 大門村       | 大門村       | 大門村                 | 大門村                 | 明治8年1月23日 塩尻村          | 明治14年 大門村                        | 塩尻村                     | 塩尻村                      | 昭和2年4月1日 町制 塩尻町   | 塩尻町                               | 塩尻町                               | 塩尻町                               | 昭和34年4月1日 塩尻市               | 塩尻市                      | 塩尻市                      | 塩尻市                         | 塩尻市          |
| 堀ノ内村     | 堀ノ内村     | 堀ノ内村               | 堀ノ内村               | 明治8年1月23日 塩尻村          | 明治14年 堀ノ内村                      | 塩尻村                     | 塩尻村                      | 昭和2年4月1日 町制 塩尻町   | 塩尻町                               | 塩尻町                               | 塩尻町                               | 昭和34年4月1日 塩尻市               | 塩尻市                      | 塩尻市                      | 塩尻市                         | 塩尻市          |
| 平出村       | 平出村       | 平出村                 | 平出村                 | 明治8年1月23日 宗賀村          | 宗賀村                                 | 宗賀村                     | 宗賀村                      | 宗賀村                      | 宗賀村                               | 宗賀村                               | 宗賀村                               | 昭和34年4月1日 塩尻市               | 塩尻市                      | 塩尻市                      | 塩尻市                         | 塩尻市          |
| 床尾村       | 床尾村       | 床尾村                 | 床尾村                 | 明治8年1月23日 宗賀村          | 宗賀村                                 | 宗賀村                     | 宗賀村                      | 宗賀村                      | 宗賀村                               | 宗賀村                               | 宗賀村                               | 昭和34年4月1日 塩尻市               | 塩尻市                      | 塩尻市                      | 塩尻市                         | 塩尻市          |
| 洗馬町村     | 洗馬町村     | 洗馬町村               | 洗馬町村               | 明治8年1月23日 宗賀村          | 宗賀村                                 | 宗賀村                     | 宗賀村                      | 宗賀村                      | 宗賀村                               | 宗賀村                               | 宗賀村                               | 昭和34年4月1日 塩尻市               | 塩尻市                      | 塩尻市                      | 塩尻市                         | 塩尻市          |
| 牧野村       | 牧野村       | 牧野村                 | 牧野村                 | 明治8年1月23日 宗賀村          | 宗賀村                                 | 宗賀村                     | 宗賀村                      | 宗賀村                      | 宗賀村                               | 宗賀村                               | 宗賀村                               | 昭和34年4月1日 塩尻市               | 塩尻市                      | 塩尻市                      | 塩尻市                         | 塩尻市          |
| 本山町村     | 本山町村     | 本山町村               | 本山町村               | 明治8年1月23日 宗賀村          | 宗賀村                                 | 宗賀村                     | 宗賀村                      | 宗賀村                      | 宗賀村                               | 宗賀村                               | 宗賀村                               | 昭和34年4月1日 塩尻市               | 塩尻市                      | 塩尻市                      | 塩尻市                         | 塩尻市          |
| 日出塩村     | 日出塩村     | 日出塩村               | 日出塩村               | 明治8年1月23日 宗賀村          | 宗賀村                                 | 宗賀村                     | 宗賀村                      | 宗賀村                      | 宗賀村                               | 宗賀村                               | 宗賀村                               | 昭和34年4月1日 塩尻市               | 塩尻市                      | 塩尻市                      | 塩尻市                         | 塩尻市          |
| 北小野村     | 北小野村     | 北小野村               | 北小野村               | 明治8年1月23日 筑摩地村        | 筑摩地村                               | 筑摩地村                   | 筑摩地村                    | 筑摩地村                    | 筑摩地村                             | 筑摩地村                             | 筑摩地村                             | 昭和34年4月1日 塩尻市               | 塩尻市                      | 塩尻市                      | 塩尻市                         | 塩尻市          |
| 勝弦新田村   | 勝弦新田村   | 勝弦新田村             | 勝弦新田村             | 明治8年1月23日 筑摩地村        | 筑摩地村                               | 筑摩地村                   | 筑摩地村                    | 筑摩地村                    | 筑摩地村                             | 筑摩地村                             | 筑摩地村                             | 昭和34年4月1日 塩尻市               | 塩尻市                      | 塩尻市                      | 塩尻市                         | 塩尻市          |
| 中挟村       | 中挟村       | 中挟村                 | 中挟村                 | 明治8年1月23日 片丘村          | 片丘村                                 | 片丘村                     | 片丘村                      | 片丘村                      | 片丘村                               | 片丘村                               | 片丘村                               | 昭和34年4月1日 塩尻市               | 塩尻市                      | 塩尻市                      | 塩尻市                         | 塩尻市          |
| 南熊井村     | 南熊井村     | 南熊井村               | 南熊井村               | 明治8年1月23日 片丘村          | 片丘村                                 | 片丘村                     | 片丘村                      | 片丘村                      | 片丘村                               | 片丘村                               | 片丘村                               | 昭和34年4月1日 塩尻市               | 塩尻市                      | 塩尻市                      | 塩尻市                         | 塩尻市          |
| 北熊井村     | 北熊井村     | 北熊井村               | 北熊井村               | 明治8年1月23日 片丘村          | 片丘村                                 | 片丘村                     | 片丘村                      | 片丘村                      | 片丘村                               | 片丘村                               | 片丘村                               | 昭和34年4月1日 塩尻市               | 塩尻市                      | 塩尻市                      | 塩尻市                         | 塩尻市          |
| 南内田村     | 一部を除く   | 南内田村               | 南内田村               | 明治8年1月23日 片丘村          | 片丘村                                 | 片丘村                     | 片丘村                      | 片丘村                      | 片丘村                               | 片丘村                               | 片丘村                               | 昭和34年4月1日 塩尻市               | 塩尻市                      | 塩尻市                      | 塩尻市                         | 塩尻市          |
| 南内田村     | 一部         | 南内田村               | 南内田村               | 明治8年1月23日 片丘村          | 片丘村                                 | 片丘村                     | 片丘村                      | 片丘村                      | 片丘村                               | 片丘村                               | 片丘村                               | 昭和34年4月1日 塩尻市               | 昭和36年4月1日 松本市に編入 | 松本市                      | 松本市                         | 松本市          |
| 北内田村     | 北内田村     | 北内田村               | 北内田村               | 明治8年1月23日 片丘村          | 片丘村                                 | 片丘村                     | 片丘村                      | 片丘村                      | 片丘村                               | 片丘村                               | 片丘村                               | 昭和34年4月1日 塩尻市               | 昭和35年4月1日 松本市に編入 | 松本市                      | 松本市                         | 松本市          |
| 小曾部村     | 一部         | 小曾部村               | 小曾部村               | 明治8年1月23日 洗馬村          | 洗馬村                                 | 洗馬村                     | 洗馬村                      | 洗馬村                      | 洗馬村                               | 洗馬村                               | 洗馬村                               | 洗馬村                              | 昭和36年4月1日 塩尻市に編入 | 昭和57年4月1日 松本市に編入 | 松本市                         | 松本市          |
| 小曾部村     | 一部を除く   | 一部を除く             | 小曾部村               | 明治8年1月23日 洗馬村          | 洗馬村                                 | 洗馬村                     | 洗馬村                      | 洗馬村                      | 洗馬村                               | 洗馬村                               | 洗馬村                               | 洗馬村                              | 昭和36年4月1日 塩尻市に編入 | 塩尻市                      | 塩尻市                         | 塩尻市          |
| 本洗馬村     | 本洗馬村     | 本洗馬村               | 本洗馬村               | 明治8年1月23日 洗馬村          | 洗馬村                                 | 洗馬村                     | 洗馬村                      | 洗馬村                      | 洗馬村                               | 洗馬村                               | 洗馬村                               | 洗馬村                              | 昭和36年4月1日 塩尻市に編入 | 塩尻市                      | 塩尻市                         | 塩尻市          |
| 岩垂村       | 岩垂村       | 岩垂村                 | 岩垂村                 | 明治8年1月23日 洗馬村          | 洗馬村                                 | 洗馬村                     | 洗馬村                      | 洗馬村                      | 洗馬村                               | 洗馬村                               | 洗馬村                               | 洗馬村                              | 昭和36年4月1日 塩尻市に編入 | 塩尻市                      | 塩尻市                         | 塩尻市          |
| 大池村       | 大池村       | 大池村                 | 大池村                 | 明治7年10月7日 山形村          | 山形村                                 | 山形村                     | 山形村                      | 山形村                      | 山形村                               | 山形村                               | 山形村                               | 山形村                              | 山形村                      | 山形村                      | 山形村                         | 山形村          |
| 小坂村       | 小坂村       | 小坂村                 | 小坂村                 | 明治7年10月7日 山形村          | 山形村                                 | 山形村                     | 山形村                      | 山形村                      | 山形村                               | 山形村                               | 山形村                               | 山形村                              | 山形村                      | 山形村                      | 山形村                         | 山形村          |
| 竹田村       | 竹田村       | 竹田村                 | 竹田村                 | 明治7年10月7日 山形村          | 山形村                                 | 山形村                     | 山形村                      | 山形村                      | 山形村                               | 山形村                               | 山形村                               | 山形村                              | 山形村                      | 山形村                      | 山形村                         | 山形村          |
| 小野沢村     | 小野沢村     | 小野沢村               | 小野沢村               | 明治7年10月25日 山本村         | 明治16年2月16日 小野沢村               | 朝日村                     | 朝日村                      | 朝日村                      | 朝日村                               | 朝日村                               | 朝日村                               | 朝日村                              | 朝日村                      | 朝日村                      | 朝日村                         | 朝日村          |
| 針尾村       | 針尾村       | 針尾村                 | 針尾村                 | 明治7年10月25日 山本村         | 明治16年2月16日 針尾村                 | 朝日村                     | 朝日村                      | 朝日村                      | 朝日村                               | 朝日村                               | 朝日村                               | 朝日村                              | 朝日村                      | 朝日村                      | 朝日村                         | 朝日村          |
| 古見村       | 古見村       | 古見村                 | 古見村                 | 明治7年10月25日 山本村         | 明治16年2月16日 古見村                 | 朝日村                     | 朝日村                      | 朝日村                      | 朝日村                               | 朝日村                               | 朝日村                               | 朝日村                              | 朝日村                      | 朝日村                      | 朝日村                         | 朝日村          |
| 西洗馬村     | 西洗馬村     | 西洗馬村               | 西洗馬村               | 明治7年10月25日 山本村         | 明治16年2月16日 西洗馬村               | 朝日村                     | 朝日村                      | 朝日村                      | 朝日村                               | 朝日村                               | 朝日村                               | 朝日村                              | 朝日村                      | 朝日村                      | 朝日村                         | 朝日村          |
| 小立野村     | 小立野村     | 小立野村               | 小立野村               | 明治8年1月23日 生坂村          | 生坂村                                 | 生坂村                     | 生坂村                      | 生坂村                      | 生坂村                               | 生坂村                               | 生坂村                               | 昭和32年4月1日 生坂村               | 生坂村                      | 生坂村                      | 生坂村                         | 生坂村          |
| 下生野村     | 下生野村     | 下生野村               | 下生野村               | 明治8年1月23日 生坂村          | 生坂村                                 | 生坂村                     | 生坂村                      | 生坂村                      | 生坂村                               | 生坂村                               | 生坂村                               | 昭和32年4月1日 生坂村               | 生坂村                      | 生坂村                      | 生坂村                         | 生坂村          |
| 上生坂村     | 上生坂村     | 上生坂村               | 上生坂村               | 明治8年1月23日 生坂村          | 生坂村                                 | 生坂村                     | 生坂村                      | 生坂村                      | 生坂村                               | 生坂村                               | 生坂村                               | 昭和32年4月1日 生坂村               | 生坂村                      | 生坂村                      | 生坂村                         | 生坂村          |
| 下生坂村     | 下生坂村     | 下生坂村               | 下生坂村               | 明治8年1月23日 生坂村          | 生坂村                                 | 生坂村                     | 生坂村                      | 生坂村                      | 生坂村                               | 生坂村                               | 生坂村                               | 昭和32年4月1日 生坂村               | 生坂村                      | 生坂村                      | 生坂村                         | 生坂村          |
| 北山村       | 一部         | 北山村                 | 北山村                 | 明治8年2月18日 北安曇郡広津村  | 北安曇郡広津村                         | 北安曇郡 広津村 の一部     | 北安曇郡広津村 の一部       | 北安曇郡広津村 の一部       | 北安曇郡広津村の一部                 | 北安曇郡広津村の一部                 | 北安曇郡広津村の一部                 | 昭和32年4月1日 生坂村               | 生坂村                      | 生坂村                      | 生坂村                         | 生坂村          |
| 宇留賀村     | 一部         | 宇留賀村               | 宇留賀村               | 明治8年2月18日 北安曇郡広津村  | 北安曇郡広津村                         | 北安曇郡 広津村 の一部     | 北安曇郡広津村 の一部       | 北安曇郡広津村 の一部       | 北安曇郡広津村の一部                 | 北安曇郡広津村の一部                 | 北安曇郡広津村の一部                 | 昭和32年4月1日 生坂村               | 生坂村                      | 生坂村                      | 生坂村                         | 生坂村          |
| 大日向村     | 一部         | 大日向村               | 大日向村               | 明治8年2月18日 北安曇郡広津村  | 北安曇郡広津村                         | 北安曇郡 広津村 の一部     | 北安曇郡広津村 の一部       | 北安曇郡広津村 の一部       | 北安曇郡広津村の一部                 | 北安曇郡広津村の一部                 | 北安曇郡広津村の一部                 | 昭和32年4月1日 生坂村               | 生坂村                      | 生坂村                      | 生坂村                         | 生坂村          |
| 草尾村       | 草尾村       | 草尾村                 | 草尾村                 | 明治8年2月18日 北安曇郡陸郷村  | 北安曇郡陸郷村                         | 北安曇郡 陸郷村 の一部     | 北安曇郡陸郷村 の一部       | 北安曇郡陸郷村 の一部       | 北安曇郡陸郷村の一部                 | 北安曇郡陸郷村の一部                 | 北安曇郡陸郷村の一部                 | 昭和32年4月1日 生坂村               | 生坂村                      | 生坂村                      | 生坂村                         | 生坂村          |
| 日岐村       | 一部         | 日岐村                 | 日岐村                 | 明治8年2月18日 北安曇郡陸郷村  | 北安曇郡陸郷村                         | 北安曇郡 陸郷村 の一部     | 北安曇郡陸郷村 の一部       | 北安曇郡陸郷村 の一部       | 北安曇郡陸郷村の一部                 | 北安曇郡陸郷村の一部                 | 北安曇郡陸郷村の一部                 | 昭和32年4月1日 生坂村               | 生坂村                      | 生坂村                      | 生坂村                         | 生坂村          |
| 嶺方新田村   | 一部         | 嶺方新田村             | 明治7年4月 改称 白駒村 | 明治8年2月18日 北安曇郡陸郷村  | 北安曇郡陸郷村                         | 北安曇郡 陸郷村 の一部     | 北安曇郡陸郷村 の一部       | 北安曇郡陸郷村 の一部       | 北安曇郡陸郷村の一部                 | 北安曇郡陸郷村の一部                 | 北安曇郡陸郷村の一部                 | 昭和32年4月1日 生坂村               | 生坂村                      | 生坂村                      | 生坂村                         | 生坂村          |
| 寺村         | 一部         | 寺村                   | 寺村                   | 明治8年2月18日 北安曇郡陸郷村  | 北安曇郡陸郷村                         | 北安曇郡 陸郷村 の一部     | 北安曇郡陸郷村 の一部       | 北安曇郡陸郷村 の一部       | 北安曇郡陸郷村の一部                 | 北安曇郡陸郷村の一部                 | 北安曇郡陸郷村の一部                 | 昭和32年4月1日 明科町に編入         | 明科町                      | 明科町                      | 平成17年10月1日 安曇野市の一部 | 安曇野市        |
| 中村         | 中村         | 中村                   | 中村                   | 明治8年2月18日 北安曇郡陸郷村  | 北安曇郡陸郷村                         | 北安曇郡 陸郷村 の一部     | 北安曇郡陸郷村 の一部       | 北安曇郡陸郷村 の一部       | 北安曇郡陸郷村の一部                 | 北安曇郡陸郷村の一部                 | 北安曇郡陸郷村の一部                 | 昭和32年4月1日 明科町に編入         | 明科町                      | 明科町                      | 平成17年10月1日 安曇野市の一部 | 安曇野市        |
| 小泉村       | 小泉村       | 小泉村                 | 小泉村                 | 明治8年2月18日 北安曇郡陸郷村  | 北安曇郡陸郷村                         | 北安曇郡 陸郷村 の一部     | 北安曇郡陸郷村 の一部       | 北安曇郡陸郷村 の一部       | 北安曇郡陸郷村の一部                 | 北安曇郡陸郷村の一部                 | 北安曇郡陸郷村の一部                 | 昭和32年4月1日 明科町に編入         | 明科町                      | 明科町                      | 平成17年10月1日 安曇野市の一部 | 安曇野市        |
| 押野村       | 押野村       | 押野村                 | 押野村                 | 明治8年2月18日 北安曇郡七貴村  | 北安曇郡七貴村                         | 北安曇郡 七貴村            | 北安曇郡七貴村              | 北安曇郡七貴村              | 北安曇郡七貴村                       | 北安曇郡七貴村                       | 昭和31年9月30日 明科町               | 明科町                              | 明科町                      | 明科町                      | 平成17年10月1日 安曇野市の一部 | 安曇野市        |
| 塩川原村     | 塩川原村     | 塩川原村               | 塩川原村               | 明治8年2月18日 北安曇郡七貴村  | 北安曇郡七貴村                         | 北安曇郡 七貴村            | 北安曇郡七貴村              | 北安曇郡七貴村              | 北安曇郡七貴村                       | 北安曇郡七貴村                       | 昭和31年9月30日 明科町               | 明科町                              | 明科町                      | 明科町                      | 平成17年10月1日 安曇野市の一部 | 安曇野市        |
| 荻原村       | 荻原村       | 荻原村                 | 荻原村                 | 明治8年2月18日 北安曇郡七貴村  | 北安曇郡七貴村                         | 北安曇郡 七貴村            | 北安曇郡七貴村              | 北安曇郡七貴村              | 北安曇郡七貴村                       | 北安曇郡七貴村                       | 昭和31年9月30日 明科町               | 明科町                              | 明科町                      | 明科町                      | 平成17年10月1日 安曇野市の一部 | 安曇野市        |
| 荻原新田村   | 荻原新田村   | 荻原新田村             | 荻原新田村             | 明治8年2月18日 北安曇郡七貴村  | 北安曇郡七貴村                         | 北安曇郡 七貴村            | 北安曇郡七貴村              | 北安曇郡七貴村              | 北安曇郡七貴村                       | 北安曇郡七貴村                       | 昭和31年9月30日 明科町               | 明科町                              | 明科町                      | 明科町                      | 平成17年10月1日 安曇野市の一部 | 安曇野市        |
| 中之郷村     | 中之郷村     | 中之郷村               | 中之郷村               | 明治8年2月18日 北安曇郡七貴村  | 北安曇郡七貴村                         | 北安曇郡 七貴村            | 北安曇郡七貴村              | 北安曇郡七貴村              | 北安曇郡七貴村                       | 北安曇郡七貴村                       | 昭和31年9月30日 明科町               | 昭和32年4月1日 北安曇郡池田町に編入 | 北安曇郡池田町              | 北安曇郡池田町              | 北安曇郡池田町                 | 北安曇郡 池田町 |
| 鵜山村       | 鵜山村       | 鵜山村                 | 鵜山村                 | 明治8年2月18日 北安曇郡七貴村  | 北安曇郡七貴村                         | 北安曇郡 七貴村            | 北安曇郡七貴村              | 北安曇郡七貴村              | 北安曇郡七貴村                       | 北安曇郡七貴村                       | 昭和31年9月30日 明科町               | 昭和32年4月1日 北安曇郡池田町に編入 | 北安曇郡池田町              | 北安曇郡池田町              | 北安曇郡池田町                 | 北安曇郡 池田町 |
| 上生野村     | 上生野村     | 上生野村               | 上生野村               | 明治8年1月23日 東川手村        | 東川手村                               | 東川手村                   | 東川手村                    | 東川手村                    | 東川手村                             | 昭和30年4月1日 明科町                | 昭和31年9月30日 明科町               | 明科町                              | 明科町                      | 明科町                      | 平成17年10月1日 安曇野市の一部 | 安曇野市        |
| 潮村         | 潮村         | 潮村                   | 潮村                   | 明治8年1月23日 東川手村        | 東川手村                               | 東川手村                   | 東川手村                    | 東川手村                    | 東川手村                             | 昭和30年4月1日 明科町                | 昭和31年9月30日 明科町               | 明科町                              | 明科町                      | 明科町                      | 平成17年10月1日 安曇野市の一部 | 安曇野市        |
| 潮山中村     | 潮山中村     | 潮山中村               | 潮山中村               | 明治8年1月23日 東川手村        | 東川手村                               | 東川手村                   | 東川手村                    | 東川手村                    | 東川手村                             | 昭和30年4月1日 明科町                | 昭和31年9月30日 明科町               | 明科町                              | 明科町                      | 明科町                      | 平成17年10月1日 安曇野市の一部 | 安曇野市        |
| 潮沢村       | 潮沢村       | 潮沢村                 | 潮沢村                 | 明治8年1月23日 東川手村        | 東川手村                               | 東川手村                   | 東川手村                    | 東川手村                    | 東川手村                             | 昭和30年4月1日 明科町                | 昭和31年9月30日 明科町               | 明科町                              | 明科町                      | 明科町                      | 平成17年10月1日 安曇野市の一部 | 安曇野市        |
| 塔原村       | 塔原村       | 塔原村                 | 塔原村                 | 明治8年1月23日 中川手村        | 中川手村                               | 中川手村                   | 中川手村                    | 中川手村                    | 中川手村                             | 昭和30年4月1日 明科町                | 昭和31年9月30日 明科町               | 明科町                              | 明科町                      | 明科町                      | 平成17年10月1日 安曇野市の一部 | 安曇野市        |
| 明科村       | 明科村       | 明科村                 | 明科村                 | 明治8年1月23日 中川手村        | 中川手村                               | 中川手村                   | 中川手村                    | 中川手村                    | 中川手村                             | 昭和30年4月1日 明科町                | 昭和31年9月30日 明科町               | 明科町                              | 明科町                      | 明科町                      | 平成17年10月1日 安曇野市の一部 | 安曇野市        |
| 大足村       | 大足村       | 大足村                 | 大足村                 | 明治8年1月23日 中川手村        | 中川手村                               | 中川手村                   | 中川手村                    | 中川手村                    | 中川手村                             | 昭和30年4月1日 明科町                | 昭和31年9月30日 明科町               | 明科町                              | 明科町                      | 明科町                      | 平成17年10月1日 安曇野市の一部 | 安曇野市        |
| 光村         | 一部         | 光村                   | 光村                   | 明治8年1月23日 上川手村        | 上川手村                               | 上川手村                   | 上川手村                    | 上川手村                    | 昭和30年1月15日 中川手村に編入       | 昭和30年4月1日 明科町                | 昭和31年9月30日 明科町               | 明科町                              | 明科町                      | 明科町                      | 平成17年10月1日 安曇野市の一部 | 安曇野市        |
| 光村         | 一部         | 光村                   | 光村                   | 明治8年1月23日 上川手村        | 上川手村                               | 上川手村                   | 上川手村                    | 上川手村                    | 昭和30年1月15日 南安曇郡豊科町の一部 | 昭和30年1月15日 南安曇郡豊科町の一部 | 南安曇郡 豊科町の一部                | 南安曇郡 豊科町の一部               | 南安曇郡 豊科町の一部       | 南安曇郡 豊科町の一部       | 平成17年10月1日 安曇野市の一部 | 安曇野市        |
| 田沢村       | 田沢村       | 田沢村                 | 田沢村                 | 明治8年1月23日 上川手村        | 上川手村                               | 上川手村                   | 上川手村                    | 上川手村                    | 昭和30年1月15日 南安曇郡豊科町の一部 | 昭和30年1月15日 南安曇郡豊科町の一部 | 南安曇郡 豊科町の一部                | 南安曇郡 豊科町の一部               | 南安曇郡 豊科町の一部       | 南安曇郡 豊科町の一部       | 平成17年10月1日 安曇野市の一部 | 安曇野市        |
| 刈谷原町村   | 一部         | 刈谷原町村             | 刈谷原町村             | 明治8年1月23日 刈谷原村        | 明治14年5月18日 刈谷原町村             | 錦部村                     | 錦部村                      | 錦部村                      | 錦部村                               | 昭和30年4月1日 四賀村                | 昭和30年9月25日 南安曇郡豊科町に編入 | 南安曇郡 豊科町の一部               | 南安曇郡 豊科町の一部       | 南安曇郡 豊科町の一部       | 平成17年10月1日 安曇野市の一部 | 安曇野市        |
| 刈谷原町村   | 一部を除く   | 刈谷原町村             | 刈谷原町村             | 明治8年1月23日 刈谷原村        | 明治14年5月18日 刈谷原町村             | 錦部村                     | 錦部村                      | 錦部村                      | 錦部村                               | 昭和30年4月1日 四賀村                | 四賀村                               | 四賀村                              | 四賀村                      | 四賀村                      | 平成17年4月1日 松本市に編入    | 松本市          |
| 七嵐村       | 七嵐村       | 七嵐村                 | 七嵐村                 | 明治8年1月23日 刈谷原村        | 明治14年5月18日 七嵐村                 | 錦部村                     | 錦部村                      | 錦部村                      | 錦部村                               | 昭和30年4月1日 四賀村                | 四賀村                               | 四賀村                              | 四賀村                      | 四賀村                      | 平成17年4月1日 松本市に編入    | 松本市          |
| 赤怒田村     | 赤怒田村     | 赤怒田村               | 赤怒田村               | 明治8年1月23日 刈谷原村        | 明治14年5月18日 赤怒田村               | 錦部村                     | 錦部村                      | 錦部村                      | 錦部村                               | 昭和30年4月1日 四賀村                | 四賀村                               | 四賀村                              | 四賀村                      | 四賀村                      | 平成17年4月1日 松本市に編入    | 松本市          |
| 殿野入村     | 殿野入村     | 殿野入村               | 殿野入村               | 明治8年1月23日 刈谷原村        | 明治14年5月18日 殿野入村               | 錦部村                     | 錦部村                      | 錦部村                      | 錦部村                               | 昭和30年4月1日 四賀村                | 四賀村                               | 四賀村                              | 四賀村                      | 四賀村                      | 平成17年4月1日 松本市に編入    | 松本市          |
| 反町村       | 反町村       | 反町村                 | 反町村                 | 明治8年1月23日 刈谷原村        | 明治14年5月18日 反町村                 | 錦部村                     | 錦部村                      | 錦部村                      | 錦部村                               | 昭和30年4月1日 四賀村                | 四賀村                               | 四賀村                              | 四賀村                      | 四賀村                      | 平成17年4月1日 松本市に編入    | 松本市          |
| 金山町村     | 金山町村     | 金山町村               | 金山町村               | 明治8年1月23日 刈谷原村        | 明治14年5月18日 金山町村               | 錦部村                     | 錦部村                      | 錦部村                      | 錦部村                               | 昭和30年4月1日 四賀村                | 四賀村                               | 四賀村                              | 四賀村                      | 四賀村                      | 平成17年4月1日 松本市に編入    | 松本市          |
| 保福寺町村   | 保福寺町村   | 保福寺町村             | 保福寺町村             | 明治8年1月23日 刈谷原村        | 明治14年5月18日 保福寺町村             | 錦部村                     | 錦部村                      | 錦部村                      | 錦部村                               | 昭和30年4月1日 四賀村                | 四賀村                               | 四賀村                              | 四賀村                      | 四賀村                      | 平成17年4月1日 松本市に編入    | 松本市          |
| 取出村       | 取出村       | 取出村                 | 取出村                 | 明治8年1月23日 刈谷原村        | 明治14年5月18日 取出村                 | 会田村                     | 会田村                      | 会田村                      | 会田村                               | 昭和30年4月1日 四賀村                | 四賀村                               | 四賀村                              | 四賀村                      | 四賀村                      | 平成17年4月1日 松本市に編入    | 松本市          |
| 板場村       | 板場村       | 板場村                 | 板場村                 | 明治8年1月23日 刈谷原村        | 明治14年5月18日 板場村                 | 会田村                     | 会田村                      | 会田村                      | 会田村                               | 昭和30年4月1日 四賀村                | 四賀村                               | 四賀村                              | 四賀村                      | 四賀村                      | 平成17年4月1日 松本市に編入    | 松本市          |
| 穴沢村       | 穴沢村       | 穴沢村                 | 穴沢村                 | 明治8年1月23日 刈谷原村        | 明治14年5月18日 穴沢村                 | 会田村                     | 会田村                      | 会田村                      | 会田村                               | 昭和30年4月1日 四賀村                | 四賀村                               | 四賀村                              | 四賀村                      | 四賀村                      | 平成17年4月1日 松本市に編入    | 松本市          |
| 会田町村     | 会田町村     | 会田町村               | 会田町村               | 明治8年1月23日 会田村          | 会田村                                 | 会田村                     | 会田村                      | 会田村                      | 会田村                               | 昭和30年4月1日 四賀村                | 四賀村                               | 四賀村                              | 四賀村                      | 四賀村                      | 平成17年4月1日 松本市に編入    | 松本市          |
| 宮本村       | 宮本村       | 宮本村                 | 宮本村                 | 明治8年1月23日 会田村          | 会田村                                 | 会田村                     | 会田村                      | 会田村                      | 会田村                               | 昭和30年4月1日 四賀村                | 四賀村                               | 四賀村                              | 四賀村                      | 四賀村                      | 平成17年4月1日 松本市に編入    | 松本市          |
| 執田光村     | 執田光村     | 執田光村               | 執田光村               | 明治8年1月23日 会田村          | 会田村                                 | 五常村                     | 五常村                      | 五常村                      | 五常村                               | 昭和30年4月1日 四賀村                | 四賀村                               | 四賀村                              | 四賀村                      | 四賀村                      | 平成17年4月1日 松本市に編入    | 松本市          |
| 井刈村       | 井刈村       | 井刈村                 | 井刈村                 | 明治8年1月23日 会田村          | 会田村                                 | 五常村                     | 五常村                      | 五常村                      | 五常村                               | 昭和30年4月1日 四賀村                | 四賀村                               | 四賀村                              | 四賀村                      | 四賀村                      | 平成17年4月1日 松本市に編入    | 松本市          |
| 北山村       | 北山村       | 北山村                 | 北山村                 | 明治8年1月23日 会田村          | 会田村                                 | 五常村                     | 五常村                      | 五常村                      | 五常村                               | 昭和30年4月1日 四賀村                | 四賀村                               | 四賀村                              | 四賀村                      | 四賀村                      | 平成17年4月1日 松本市に編入    | 松本市          |
| 落水村       | 落水村       | 落水村                 | 落水村                 | 明治8年1月23日 会田村          | 会田村                                 | 五常村                     | 五常村                      | 五常村                      | 五常村                               | 昭和30年4月1日 四賀村                | 四賀村                               | 四賀村                              | 四賀村                      | 四賀村                      | 平成17年4月1日 松本市に編入    | 松本市          |
| 西宮村       | 西宮村       | 西宮村                 | 西宮村                 | 明治8年1月23日 会田村          | 会田村                                 | 五常村                     | 五常村                      | 五常村                      | 五常村                               | 昭和30年4月1日 四賀村                | 四賀村                               | 四賀村                              | 四賀村                      | 四賀村                      | 平成17年4月1日 松本市に編入    | 松本市          |
| 小岩井村     | 小岩井村     | 小岩井村               | 小岩井村               | 明治8年1月23日 中川村          | 中川村                                 | 中川村                     | 中川村                      | 中川村                      | 中川村                               | 昭和30年4月1日 四賀村                | 四賀村                               | 四賀村                              | 四賀村                      | 四賀村                      | 平成17年4月1日 松本市に編入    | 松本市          |
| 両瀬村       | 両瀬村       | 両瀬村                 | 両瀬村                 | 明治8年1月23日 中川村          | 中川村                                 | 中川村                     | 中川村                      | 中川村                      | 中川村                               | 昭和30年4月1日 四賀村                | 四賀村                               | 四賀村                              | 四賀村                      | 四賀村                      | 平成17年4月1日 松本市に編入    | 松本市          |
| 藤池村       | 藤池村       | 藤池村                 | 藤池村                 | 明治8年1月23日 中川村          | 中川村                                 | 中川村                     | 中川村                      | 中川村                      | 中川村                               | 昭和30年4月1日 四賀村                | 四賀村                               | 四賀村                              | 四賀村                      | 四賀村                      | 平成17年4月1日 松本市に編入    | 松本市          |
| 長越村       | 長越村       | 長越村                 | 長越村                 | 明治8年1月23日 中川村          | 中川村                                 | 中川村                     | 中川村                      | 中川村                      | 中川村                               | 昭和30年4月1日 四賀村                | 四賀村                               | 四賀村                              | 四賀村                      | 四賀村                      | 平成17年4月1日 松本市に編入    | 松本市          |
| 矢久村       | 矢久村       | 矢久村                 | 矢久村                 | 明治8年1月23日 中川村          | 中川村                                 | 中川村                     | 中川村                      | 中川村                      | 中川村                               | 昭和30年4月1日 四賀村                | 四賀村                               | 四賀村                              | 四賀村                      | 四賀村                      | 平成17年4月1日 松本市に編入    | 松本市          |
| 召田村       | 召田村       | 召田村                 | 召田村                 | 明治8年1月23日 中川村          | 中川村                                 | 中川村                     | 中川村                      | 中川村                      | 中川村                               | 昭和30年4月1日 四賀村                | 四賀村                               | 四賀村                              | 四賀村                      | 四賀村                      | 平成17年4月1日 松本市に編入    | 松本市          |
| 金井村       | 金井村       | 金井村                 | 金井村                 | 明治8年1月23日 中川村          | 中川村                                 | 中川村                     | 中川村                      | 中川村                      | 中川村                               | 昭和30年4月1日 四賀村                | 四賀村                               | 四賀村                              | 四賀村                      | 四賀村                      | 平成17年4月1日 松本市に編入    | 松本市          |
| 横川村       | 横川村       | 横川村                 | 横川村                 | 明治8年1月23日 中川村          | 中川村                                 | 中川村                     | 中川村                      | 中川村                      | 中川村                               | 昭和30年4月1日 四賀村                | 四賀村                               | 四賀村                              | 四賀村                      | 四賀村                      | 平成17年4月1日 松本市に編入    | 松本市          |
| 原山村       | 原山村       | 原山村                 | 原山村                 | 明治8年1月23日 中川村          | 中川村                                 | 中川村                     | 中川村                      | 中川村                      | 中川村                               | 昭和30年4月1日 四賀村                | 四賀村                               | 四賀村                              | 四賀村                      | 四賀村                      | 平成17年4月1日 松本市に編入    | 松本市          |
| 相吉新田村   | 一部を除く   | 相吉新田村             | 相吉新田村             | 明治8年1月23日 中川村          | 中川村                                 | 中川村                     | 中川村                      | 中川村                      | 中川村                               | 昭和30年4月1日 四賀村                | 四賀村                               | 四賀村                              | 四賀村                      | 四賀村                      | 平成17年4月1日 松本市に編入    | 松本市          |
| 相吉新田村   | 一部         | 相吉新田村             | 相吉新田村             | 明治8年1月23日 中川村          | 中川村                                 | 中川村                     | 中川村                      | 昭和27年4月1日 本城村に編入 | 本城村                               | 本城村                               | 本城村                               | 本城村                              | 本城村                      | 本城村                      | 平成17年10月11日 筑北村        | 筑北村          |
| 西条村       | 西条村       | 西条村                 | 西条村                 | 明治8年1月23日 本条村          | 明治15年9月12日 西条村                 | 本城村                     | 本城村                      | 本城村                      | 本城村                               | 本城村                               | 本城村                               | 本城村                              | 本城村                      | 本城村                      | 平成17年10月11日 筑北村        | 筑北村          |
| 東条村       | 東条村       | 東条村                 | 東条村                 | 明治8年1月23日 本条村          | 明治15年9月12日 東条村                 | 本城村                     | 本城村                      | 本城村                      | 本城村                               | 本城村                               | 本城村                               | 本城村                              | 本城村                      | 本城村                      | 平成17年10月11日 筑北村        | 筑北村          |
| 乱橋村       | 乱橋村       | 乱橋村                 | 乱橋村                 | 明治8年1月23日 本条村          | 明治15年9月12日 乱橋村                 | 本城村                     | 本城村                      | 本城村                      | 本城村                               | 本城村                               | 本城村                               | 本城村                              | 本城村                      | 本城村                      | 平成17年10月11日 筑北村        | 筑北村          |
| 大沢新田村   | 大沢新田村   | 大沢新田村             | 大沢新田村             | 明治8年1月23日 本条村          | 明治15年9月12日 大沢新田村             | 本城村                     | 本城村                      | 本城村                      | 本城村                               | 本城村                               | 本城村                               | 本城村                              | 本城村                      | 本城村                      | 平成17年10月11日 筑北村        | 筑北村          |
| 刈谷沢村     | 刈谷沢村     | 刈谷沢村               | 刈谷沢村               | 明治8年1月23日 阪北村          | 時期不明 坂北村                        | 坂北村                     | 坂北村                      | 坂北村                      | 坂北村                               | 坂北村                               | 坂北村                               | 坂北村                              | 坂北村                      | 坂北村                      | 平成17年10月11日 筑北村        | 筑北村          |
| 中村         | 中村         | 中村                   | 中村                   | 明治8年1月23日 阪北村          | 時期不明 坂北村                        | 坂北村                     | 坂北村                      | 坂北村                      | 坂北村                               | 坂北村                               | 坂北村                               | 坂北村                              | 坂北村                      | 坂北村                      | 平成17年10月11日 筑北村        | 筑北村          |
| 青柳町村     | 青柳町村     | 青柳町村               | 青柳町村               | 明治8年1月23日 阪北村          | 時期不明 坂北村                        | 坂北村                     | 坂北村                      | 坂北村                      | 坂北村                               | 坂北村                               | 坂北村                               | 坂北村                              | 坂北村                      | 坂北村                      | 平成17年10月11日 筑北村        | 筑北村          |
| 竹場村       | 竹場村       | 竹場村                 | 竹場村                 | 明治8年1月23日 阪北村          | 時期不明 坂北村                        | 坂北村                     | 坂北村                      | 坂北村                      | 坂北村                               | 坂北村                               | 坂北村                               | 坂北村                              | 坂北村                      | 坂北村                      | 平成17年10月11日 筑北村        | 筑北村          |
| 仁熊村       | 仁熊村       | 仁熊村                 | 仁熊村                 | 明治8年1月23日 阪北村          | 時期不明 坂北村                        | 坂北村                     | 坂北村                      | 坂北村                      | 坂北村                               | 坂北村                               | 坂北村                               | 坂北村                              | 坂北村                      | 坂北村                      | 平成17年10月11日 筑北村        | 筑北村          |
| 荻新田村     | 荻新田村     | 荻新田村               | 荻新田村               | 明治8年1月23日 阪北村          | 時期不明 坂北村                        | 坂北村                     | 坂北村                      | 坂北村                      | 坂北村                               | 坂北村                               | 坂北村                               | 坂北村                              | 坂北村                      | 坂北村                      | 平成17年10月11日 筑北村        | 筑北村          |
| 別所村       | 別所村       | 別所村                 | 別所村                 | 明治8年1月23日 阪北村          | 時期不明 坂北村                        | 坂北村                     | 坂北村                      | 坂北村                      | 坂北村                               | 坂北村                               | 坂北村                               | 坂北村                              | 坂北村                      | 坂北村                      | 平成17年10月11日 筑北村        | 筑北村          |
| 永井村       | 永井村       | 永井村                 | 永井村                 | 明治8年1月23日 坂井村          | 坂井村                                 | 坂井村                     | 坂井村                      | 坂井村                      | 坂井村                               | 坂井村                               | 坂井村                               | 坂井村                              | 坂井村                      | 坂井村                      | 平成17年10月11日 筑北村        | 筑北村          |
| 安坂村       | 安坂村       | 安坂村                 | 安坂村                 | 明治8年1月23日 坂井村          | 坂井村                                 | 坂井村                     | 坂井村                      | 坂井村                      | 坂井村                               | 坂井村                               | 坂井村                               | 坂井村                              | 坂井村                      | 坂井村                      | 平成17年10月11日 筑北村        | 筑北村          |
| 野口村       | 野口村       | 野口村                 | 野口村                 | 明治8年1月20日 麻績村          | 麻績村                                 | 麻績村                     | 麻績村                      | 麻績村                      | 麻績村                               | 麻績村                               | 昭和31年9月30日 麻績村               | 昭和31年9月30日 麻績村              | 麻績村                      | 麻績村                      | 麻績村                         | 麻績村          |
| 市野川村     | 市野川村     | 市野川村               | 市野川村               | 明治8年1月20日 麻績村          | 麻績村                                 | 麻績村                     | 麻績村                      | 麻績村                      | 麻績村                               | 麻績村                               | 昭和31年9月30日 麻績村               | 昭和31年9月30日 麻績村              | 麻績村                      | 麻績村                      | 麻績村                         | 麻績村          |
| 下井堀村     | 下井堀村     | 下井堀村               | 下井堀村               | 明治8年1月20日 麻績村          | 麻績村                                 | 麻績村                     | 麻績村                      | 麻績村                      | 麻績村                               | 麻績村                               | 昭和31年9月30日 麻績村               | 昭和31年9月30日 麻績村              | 麻績村                      | 麻績村                      | 麻績村                         | 麻績村          |
| 矢倉村       | 矢倉村       | 矢倉村                 | 矢倉村                 | 明治8年1月20日 麻績村          | 麻績村                                 | 麻績村                     | 麻績村                      | 麻績村                      | 麻績村                               | 麻績村                               | 昭和31年9月30日 麻績村               | 昭和31年9月30日 麻績村              | 麻績村                      | 麻績村                      | 麻績村                         | 麻績村          |
| 麻績町村     | 麻績町村     | 麻績町村               | 麻績町村               | 明治8年1月20日 麻績村          | 麻績村                                 | 麻績村                     | 麻績村                      | 麻績村                      | 麻績村                               | 麻績村                               | 昭和31年9月30日 麻績村               | 昭和31年9月30日 麻績村              | 麻績村                      | 麻績村                      | 麻績村                         | 麻績村          |
| 桑関村       | 桑関村       | 桑関村                 | 桑関村                 | 明治8年1月20日 日向村          | 日向村                                 | 日向村                     | 日向村                      | 日向村                      | 日向村                               | 日向村                               | 昭和31年9月30日 麻績村               | 昭和31年9月30日 麻績村              | 麻績村                      | 麻績村                      | 麻績村                         | 麻績村          |
| 高村         | 高村         | 高村                   | 高村                   | 明治8年1月20日 日向村          | 日向村                                 | 日向村                     | 日向村                      | 日向村                      | 日向村                               | 日向村                               | 昭和31年9月30日 麻績村               | 昭和31年9月30日 麻績村              | 麻績村                      | 麻績村                      | 麻績村                         | 麻績村          |
| 桑山村       | 桑山村       | 桑山村                 | 桑山村                 | 明治8年1月20日 日向村          | 日向村                                 | 日向村                     | 日向村                      | 日向村                      | 日向村                               | 日向村                               | 昭和31年9月30日 麻績村               | 昭和31年9月30日 麻績村              | 麻績村                      | 麻績村                      | 麻績村                         | 麻績村          |
| 上井堀村     | 上井堀村     | 上井堀村               | 上井堀村               | 明治8年1月20日 日向村          | 日向村                                 | 日向村                     | 日向村                      | 日向村                      | 日向村                               | 日向村                               | 昭和31年9月30日 麻績村               | 昭和31年9月30日 麻績村              | 麻績村                      | 麻績村                      | 麻績村                         | 麻績村          |

## 行政
歴代郡長
| 代 | 氏名       | 就任年月日                 | 退任年月日                | 備考                           |
| -- | ---------- | -------------------------- | ------------------------- | ------------------------------ |
| 1  | 稲垣重為   | 明治12年（1879年）1月4日   |                           | 明治16年11月21日からは奏任郡長 |
| 2  | 関口友愛   | 明治25年（1892年）2月29日  |                           |                                |
| 3  | 横内捨一郎 | 明治29年（1896年）7月23日  |                           |                                |
| 4  | 中島精一   | 明治32年（1899年）3月15日  |                           |                                |
| 5  | 水上浩基   | 明治35年（1902年）6月24日  |                           |                                |
| 6  | 浜音之助   | 明治41年（1908年）4月15日  |                           |                                |
| 7  | 宮沢宗三郎 | 明治42年（1909年）11月27日 |                           |                                |
| 8  | 武井一郎   | 明治43年（1910年）12月28日 |                           |                                |
| 9  | 鈴木庄之助 | 大正2年（1913年）12月26日  |                           |                                |
| 10 | 竹下源六   | 大正3年（1914年）9月29日   |                           |                                |
| 11 | 安藤貞久   | 大正5年（1916年）10月13日  |                           |                                |
| 12 | 高野忠衛   | 大正11年（1922年）3月28日  | 大正15年（1926年）6月30日 | 郡役所廃止により、廃官         |